# Calella
Calella és un municipi de la comarca del Maresme. És coneguda com la capital turística de la Costa del Maresme i es caracteritza per ser una ciutat cosmopolita i alegre amb un clima típic del Mediterrani. Està situada a 50 km de Barcelona, a 50 km de Girona i a 6 km del Parc Natural Montnegre-Corredor. Des de maig de 2022 el batlle és Marc Buch i Rigola.
La configuració de la trama urbana, amb una gran zona de vianants i comercial, com és el cas del carrer Església —així com la disposició de quinze places, agradables espais verds i una gran oferta d'allotjament, fan de Calella una de les destinacions turístiques més importants del país.
Una oferta de prop de tres quilòmetres de longitud de platges i més de 180.000 m² de sorra daurada i neta, aigües intensament blaves, i zones naturals —com el Parc Dalmau, el passeig de Manel Puigvert, el passeig de Garbí, El Far o Les Torretes—, fan de Calella una ciutat dinàmica, moderna i acollidora, que permet gaudir al visitant d'una destinació amb una singularitat pròpia.
Des de fa uns anys, s'ha endegat un procés ambiciós: esdevenir una ciutat de referència en el turisme esportiu, de salut, cultural i familiar. La clara aposta de la població per l'esport i la cultura es demostra en una àmplia oferta d'activitats esportives, culturals, artístiques, lúdiques i familiars promogudes per l'Ajuntament, així com en la gran varietat d'instal·lacions i disciplines esportives que es poden practicar a la ciutat.
Des del gener de 2016 Calella compta amb El Museu del Turisme, una proposta museística única al món que té com a objectiu mostrar de manera atractiva, didàctica i participativa, la història del turisme i els seus efectes socioculturals i econòmics a nivell global. Aquest equipament museístic compta amb un entre de recerca i documentació i un espai de dinamització i educació
Calella és una ciutat amb gairebé de 700 anys d'història. Ha estat, i és encara avui dia, una ciutat oberta al mar i a la muntanya, gelosa de la seva història, d'un passat ric en fets i sempre oberta a la catalanitat, que ha esdevingut, amb el pas dels anys, una comunitat receptora de persones nouvingudes de molts països, culturalment diferents, però amb una gran riquesa personal i col·lectiva.

## Geografia
- Llista de topònims de Calella (Orografia: muntanyes, serres, collades, indrets..; hidrografia: rius, fonts...; edificis: cases, masies, esglésies, etc).

El terme municipal de Calella limita amb:
| Sant Cebrià de Vallalta |  | Pineda de Mar |
|                         |  |               |
| Sant Pol de Mar         |  | mar           |

Respecte al seu terme municipal:
- al nord hi ha els turons, amb Can Carreras.
- a l'est hi ha el rierany dels Frares, que al sud separa el nucli urbà del barri del Poble Nou de Pineda.
- a l'oest, els turons arriben fins al mar formant una costa abrupta, anomenada popularment Les Roques, i on hi ha el far i les Torretes.
- al sud, hi ha el seu nucli urbà que arriba a l'oest fins a Les Roques. Entre el nucli urbà i el mar hi ha la via del tren, els passeigs marítims Manuel Puigvert (al centre) i el de les Palmeres, i finalment la platja que continua a l'est amb la del terme municipal de Pineda.
- la Riera de Calella, procedent del nord-est del terme, forma la vall d'en Guli; i que, al sud i passada la carretera, separa l'antic nucli urbà de la zona dels hotels (a l'oest), si bé aquesta zona dels hotels també s'ha estès al nord de la carretera per la vall d'en Guli.

## Demografia
| Entitat de població | Habitants (2024) |
| Calella             | 19.118           |
| Parc de Calella     | 718              |
| Sant Quirze         | 151              |
| Valldenguli         | 117              |
| Can Carreras        | 73               |
| Quilòmetre 3        | 30               |
| Font: Idescat       |                  |

| 1497 f | 1515 f | 1553 f | 1717 | 1787  | 1857  | 1877  | 1887  | 1900  | 1910  |
| ------ | ------ | ------ | ---- | ----- | ----- | ----- | ----- | ----- | ----- |
| -      | -      | 93     | 768  | 2.637 | 3.529 | 3.527 | 3.813 | 4.316 | 5.054 |

| 1920  | 1930  | 1940  | 1950  | 1960  | 1970  | 1981   | 1990   | 1992   | 1994   |
| ----- | ----- | ----- | ----- | ----- | ----- | ------ | ------ | ------ | ------ |
| 6.195 | 7.886 | 7.956 | 7.642 | 7.947 | 9.696 | 10.751 | 11.817 | 11.463 | 11.463 |

| 1996   | 1998   | 2000   | 2002   | 2004   | 2006   | 2008   | 2010   | 2012   | 2014   |
| ------ | ------ | ------ | ------ | ------ | ------ | ------ | ------ | ------ | ------ |
| 11.687 | 12.187 | 13.055 | 14.530 | 16.008 | 17.673 | 18.615 | 18.625 | 18.529 | 18.307 |

| 2016   | 2018   | 2020   | 2022   | 2024   | 2026 | 2028 | 2030 | 2032 | 2034 |
| ------ | ------ | ------ | ------ | ------ | ---- | ---- | ---- | ---- | ---- |
| 18.317 | 18.728 | 19.277 | 19.363 | 20.369 | -    | -    | -    | -    | -    |

Les següents dades del capítol procedeixen de la Informació de l'Institut d'Estadística de Catalunya.

### Edat
Població per grups d'edat (2019)
| 0-14 anys | 15-64 anys | 65 a 84 anys | 85 anys i més | Total  |
| --------- | ---------- | ------------ | ------------- | ------ |
| 2.718     | 12.474     | 3.185        | 692           | 19.069 |

### Creixement intercensal 2001-2011 de la població
| Creixement total 2001 | Creixement total (mitjana anual 2001-2011) | Creixement natural (mitjana anual 2001-2011) | Creixement migratori (mitjana anual 2001-2011) |
| --------------------- | ------------------------------------------ | -------------------------------------------- | ---------------------------------------------- |
| 4.699                 | 29,29 (taxa per 1.000 habitants)           | 0,03 (taxa per 1.000 habitants)              | 29,26 (taxa per 1.000 habitants)               |

### Lloc de naixement
Dades de l'any 2019
| Catalunya | Resta d'Espanya | Estranger | Total  |
| --------- | --------------- | --------- | ------ |
| 11.604    | 2.746           | 4.719     | 19.069 |

## Història

### De l'edat antiga alseglexiv. El naixement de Calella.
Les primeres restes que trobem a l'actual municipi de Calella, que daten dels segles I aC i I dC., corresponen a una vil·la romana coneguda com la vil·la del Roser, ja que se situen entorn del turó amb el mateix nom, prop de l'hospital de la ciutat.
No serà fins al segle xi quan trobarem dades que afirmen l'existència del veïnat de Capaspre. Aquest petit nucli s'integrava a la parròquia de Pineda de Mar i depenia del senyor del castell de Montpalau. Estava format per un reduït nombre de masies situades al capdamunt de la riera, amb una capella dedicada a Sant Quirze i Santa Julita.
El topònim de Calella apareix documentat des del principi del segle xii. En aquell moment, alguns veïns van construir les primeres cases de pescadors prop de la desembocadura de la riera. El document més antic que fa referència a Calella és el testament del Bisbe Bernat Umbert, redactat el 1101.
Altres dates importants pel naixement de la ciutat són el 1327 (quan el vescomte Bernat II de Cabrera, senyor de Montpalau, donà el privilegi de tenir mercat, per fira, i la carta de poblament) i el 1338 (quan s'amplien els privilegis de mercat).
Aquests privilegis, confirmats el 1423 per Violant de Cabrera en nom del seu marit, i el 1426 pel mateix Bernat Joan de Cabrera, i el desenvolupament de la pesca, van afavorir el creixement urbà: durant el segle xv moltes famílies pageses del veïnat de Capaspre i de pobles veïns abandonen els masos i s'instal·len a la vila, que comptava amb una torre de defensa i una nova capella dedicada a Sant Elm.

### L'edat moderna
Durant el segle xvi la ciutat va traçar el seu entramat urbà i, el 1525 el papa hi autoritza construir una església. Tres anys després, s'inicien les obres del temple parroquial. Mentre durava la construcció, els calellencs rebien els sagraments a la capella de Sant Elm, dedicada a partir del segle xix a Sant Quirze i a Santa Julita. El 1564 es consagra la nova església i el 1599 Gastó de Montcada, marquès d'Aitona i vescompte de Cabrera, atorga nous privilegis establint l'organització definitiva del consell municipal, representat per jurats i consellers, renovables anualment, i dividint els habitants en tres classes: acomodats, menestrals i jornalers. A la dècada de 1570, Abraham Ortelius cartografia per primera vegada el nom de Calella en un mapa de la península. El 1586 Calella ja comptava amb un plànol urbà fet a escala.
Després d'un llarg període d'estancament a causa de les guerres i les epidèmies que assolaren el país durant el segle xvii, a partir del 1714, un cop acabada la guerra de Successió, la vila inicia un procés de creixement demogràfic i econòmic, passant dels 768 habitants del 1718 als 2.637 el 1787. Durant aquests anys, les tradicionals activitats agrícoles i pesqueres es van veure ampliades amb la construcció de vaixells. El darrer terç de segle, gràcies a la liberalització del comerç amb les colònies americanes, va ser l'època daurada del comerç ultramarí, que contribuí decisivament al desenvolupament industrial de tota la comarca. El 1790 ja hi havia més de 200 telers dedicats a la fabricació de mitges de seda i de cotó.
A la fi del segle, molts nous carrers s'havien afegit al nucli inicial, mentre els grans eixos de desenvolupament eren el carrer de l'Església i el carrer de Jovara.

### La guerra del francès a Calella
Aquest període històric mereix un apartat per la seva trascendència en la guerra i per ser poc conegut pels calellencs i calellenques.

#### Començament de la guerra
A Calella s'hi va construir un nou hostal l'any 1800 però va quedar inaugurat el 12 d'octubre de 1802 amb l'arribada de Carles IV i la seva comitiva. Actualment aquest hostal és la caserna de la Guàrdia Civil. És en aquest hostal que el 9 de febrer les divisions dels generals Duhesme, Lecchi i Chabran passen la nit amb uns 6.000 homes per anar a atacar a Barcelona. Després de l'atac, van voler tornar per anar a atacar a Girona però els calellencs van tallar les vies de pas per oferir resistència, fet que va deixar que les gironins poguessin organitzar llur defensa. Tot i que els francesos van trencar la resistència calellenca, alguns veïns de la ciutat van atacar els francesos matant a l'ajudant del general Lecchi. Això va provocar la ira del general que va entrar a la vila a saquejar les cases i a matar la gent indefensa que no havia pogut fugir. Va provocar que hi haguessin 19 morts, 13 greument ferits i moltes cases cremades. Aquest fet es pot veure en un comunicat:
"L'enemic francès va envair i saquejar la vila quatre vegades... dos falutxos armats francesos, comandats pel capità Balbastro, abordaren la vila i es van endur de les cases tant de valor com hi trobaven. En les tres primeres invasions els gabatxos van despanyar a trets de fusell i a cops de destral, el temple, convents, cases, barraques, cellers...que trobaven tancats; ho saquejaron tot, sense descuidar-se d'amagatalls, eixides, jardins... També l'enemic s'afartà i s'emborratxà amb vi dels cellers; a més, per desfogar-se deixava l'aixeta de les bótes oberta i el vi s'escampava per terra... Quan no trobaven joies, o altres coses de valor, rompien i destrossaven els mobles i tot el que els venia a mà.
A l'església parrocial, varen destruir l'altar del Sagrament i les altres capelles… robaren els vasos sagrats… tiraren per terra les sagrades formes, inutilitzaren l'rgue… Al convent dels caputxins, calaren foc a alguns altars i a la sagristia. També a la casa de la Universitat, que era a l'hostal del Comú, calaren foc a les habitacions i a una quadra…" (Universitat de Calella, 1808).
A més, a la porta de l'ajuntament van deixar una nota avisant que després de conquerir Girona, tornarien a la vila a degollar tots els seus habitants. Aquesta amenaça es va complir el dia 22 de juny, després que els francesos perdessin a Girona. En aquest moment van calar foc al convent dels caputxins, el de les "dues viles", i a les masies del voltant de Can Teixidor, Can Morè i la Granja. Els veïns van fugir a les muntayes per protegir-se.

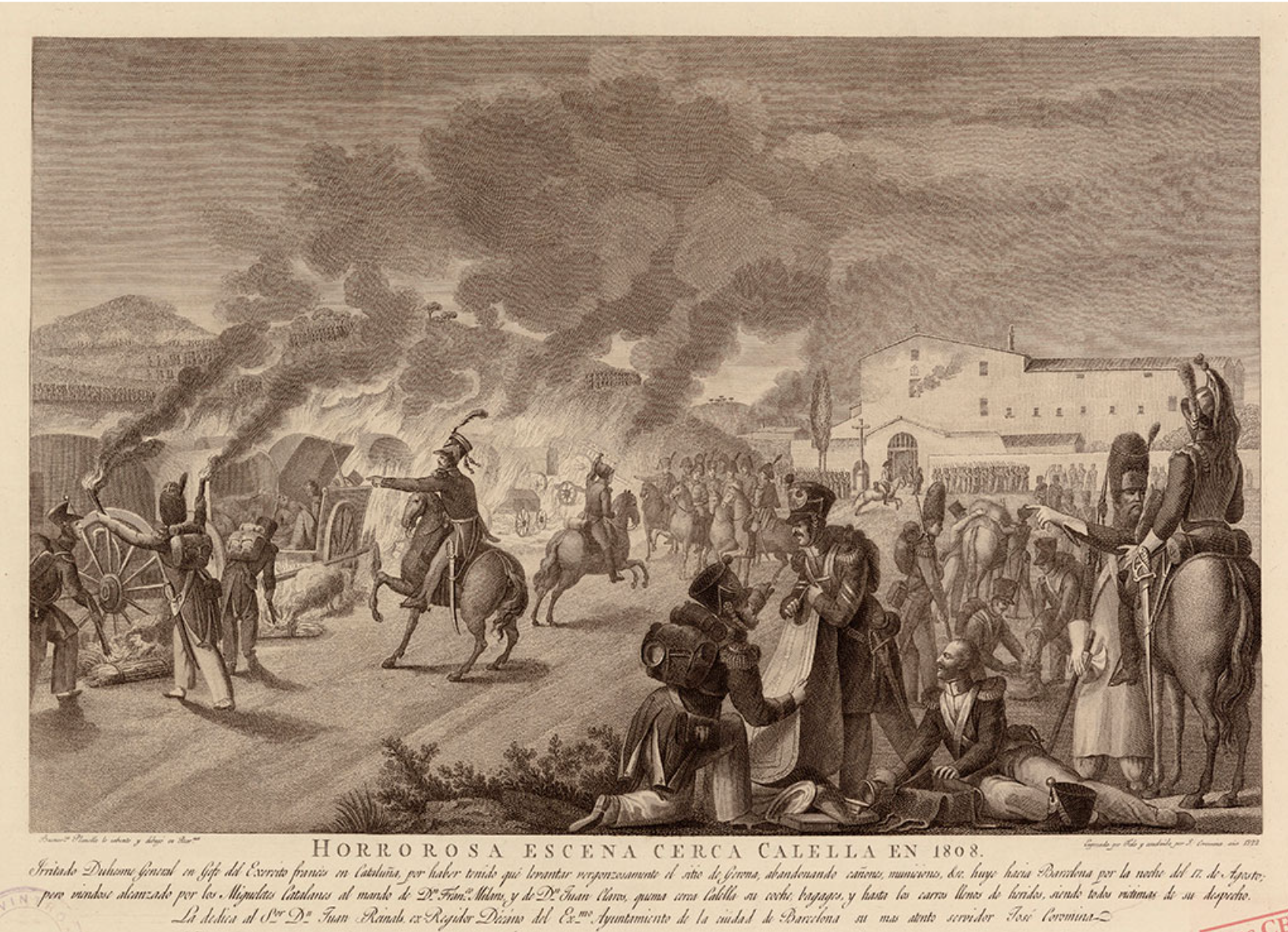
El convent representat en un episodi de la Guerra del Francès. Aiguafort de Bonaventura Planella, publicat el 1822. Fons cartogràfic del Centre Excursionista de Catalunya

Per totes aquestes accions, uns comissionats calellencs anomenats Joan Rabassa i Bonaventura Martorell, van portar ordres del capità general Espeleta per ajudar la població calellenca. Ells es van reunir amb el general Duhesme dins del convent dels frares per arribar a un acord per deixar en pau a la població. Els comissionats van acceptar les exigències del general, a més de pagar 3.000 lliures.
Tot i el tracte, van fer servir els diners per preparar una ofensiva contra Girona i, el 19 de juliol, una divisió de 6.000 francesos van tornar a saquejar i maltractar la població de Calella, tot i que la majoria ja havia marxat.

### Els seglesxixixx
Tot i les guerres i revolucions, l'activitat industrial (tèxtil) i el comerç transatlàntic van continuar sense interrupció. A partir de 1854 s'inicia la construcció de grans vaixells i barques de pesca. El dia 1 d'agost de 1861 el tren arriba oficialment a Calella, tot i que ja feia parades a un baixador provisional des de 1859. La població començava un període de creixement des dels 3500 habitants el 1860 fins als 4316 de l'any 1900. La causa d'aquest creixement va ser la instal·lació de les primeres fàbriques mogudes a vapor, que va compensar el sotrac del comerç marítim causat per la pèrdua de les colònies.
Les primeres dècades del segle xx van ser una època d'esplendor per a la indústria calellenca, estroncada per la guerra civil. La davallada del sector tèxtil va anar paral·lela a l'espectacular desenvolupament del turisme, sobretot a partir dels anys seixanta. Aquest procés queda reflectit clarament en la demografia: un fort creixement entre 1900 i 1930, un estancament entre 1930 i 1960, i un creixement espectacular durant els anys seixanta i setanta.
En els anys 1970 i fins a la meitat dels anys 1990, va ser un destinació turística molt important per al turisme centreeuropeu (alemany, holandès, danès, anglès, francès), i així va ser coneguda popularment com a Calella dels Alemanys, ja que se n'arribà a triplicar la població en la temporada alta de turisme (que coincideix amb final de la primavera, l'estiu i el principi de tardor). Actualment s'ha ampliat la varietat turística, arribant a rebre visitants de pràcticament tots els països d'Europa.

## Llocs d'interès històric i patrimonial
L'any 1525 Calella va obtenir del papa Climent VII la butlla que li atorgava el dret a constituir-se en parròquia independent. La construcció de l'Església de Santa Maria i Sant Nicolau fou encomanada al mestre d'obres barceloní Pere Suarís el 1539. Posteriorment l'obra fou confiada al constructor Antoni Mateu, però la seva mort prematura va obligar a contractar el famós escultor i mestre d'obres Joan de Tours, que va morir a Calella el 1563 deixant l'obra inacabada. Finalment, s'encarregà l'enllestiment del temple als mestres Joan Soler, calellenc, i Perris Rohat, francès resident a Mataró. La nova església va ser consagrada el 1564. La portada, d'estil barroc, obra de Joan de Tours, consta d'un retaule de pedra del segle xvi, d'estil plateresc, amb els caps dels dotze apòstols. A la fornícula hi ha Sant Nicolau de Bari, sota l'advocació del qual junt amb la de Santa Maria va ser consagrada la parròquia.
Capella de Sant Quirze i Santa Julita A final del segle xiv hi havia una capella dedicada a Sant Elm, prop de la platja, que va ser habilitada com a parròquia el 1528, mentre es construïa la nova església de Santa Maria i Sant Nicolau. El mes de març de 1820, els patrons de Calella, Sant Quirze i Santa Julita, són acollits a la capella de Sant Elm degut a l'esfondrament de l'ermita situada a la riera de Capaspre, canviant-ne l'advocació. (A : la capella).
Can Galceran o can Giol va ser construït en diverses fases des 1430 durant els segles xv i xvi, va ser eixamplada després mitjançant diferents compres de terrenys. Fou la casa pairal de les nissagues dels Monet Ballester (segle xv) i després Galceran (segle xvii). Els elements a destacar són la portalada de punt rodó, els finestrals renaixentistes, l'escut parlant (un galceran, arbust) i el matacà sobre la porta principal. L'esgrafiat clàssic imitant carreus es troba molt deteriorat.
Can Salvador de la Plaça és un esplèndid casal amb teulada a quatre vessants, aixecat al segle xiv. És una de les primeres cases que formaren l'actual nucli urbà de Calella al voltant del mercadal. Els seus elements més destacats són el seu portal renaixentista, la decoració dels finestrals i el matacà defensiu sobre l'angle del carrer Bartrina, el carrer que donava a mar. Actualment és la seu de la Biblioteca municipal.
Can Bartrina és una casa pairal dels Coma de Capaspre, amb escut sobre la porta, i també dels Bataller i després dels Prim, notaris barcelonins. En destaca la portalada, els finestrals, els esgrafiats clàssics i la torre defensiva per a protegir la façana, amb cantoneres de pedra i coronada amb una lladronera del qual només en resten les mènsules que el sostenien. El conjunt, junt amb la torre de defensa, va quedar completat al segle xvi.
Can Basart antigament havia estat la casa de la família Pla, que va enllaçar amb la família Basart a principi del segle xviii. La casa és d'estil barroc i part de la façana conserva els esgrafiats amb motius geomètrics.
El far és un dels símbols més característics de la ciutat. És al cim del Capaspre, al mateix lloc on s'havia alçat una antiga torre medieval. Fou inaugurat l'any 1859, amb una llanterna de llum d'oli d'oliva. El far albergava la vivenda del faroner en planta baixa, i tant la llanterna com l'edifici ha patit diverses modificacions al llarg del temps. Des del 2011 alberga el Centre d'Interpretació del Far de Calella, on s'expliquen les relacions de comunicació del far envers el seu entorn.
Les Torretes a mitjan segle xix van ser construïdes al cim del Capaspre dues torres, una d'ús civil i l'altre militar, destinades a la transmissió de senyals òptics amb el sistema de telegrafia òptica.

### Obres de l'arquitecte Jeroni Martorell Terrats
Hi ha unes creacions importants de l'arquitecte Jeroni Martorell i Terrats.
El Parc Dalmau és una extensa verda al centre de la ciutat, projectada a la darreria dels anys 20 del segle xx quan l'ajuntament va comprar el terreny de la finca de can Pelayo presidit llavors per Jaume Dalmau. És un paratge únic per passejar i gaudir de la natura, amb un itinerari botànic i paratges com la Font dels Lleons o el Pati de l'Ós. Acull anualment l'Aplec de la Sardana i diversos actes culturals i festius. Dins el Parc es va construir, l'any 1937, un refugi antiaeri per protegir la població dels bombardejos de la Guerra Civil
Passeig de Manuel Puigvert Paral·lel a la platja s'estén aquest passeig arbrat amb plataners centenaris, que ha esdevingut una de les icones de la ciutat. L'alcalde Manuel Puigvert (1843-1913) va embellir aquest entorn transformant-lo en un lloc d'oci i relació social, un espai ideal per gaudir de l'ombra i la brisa marina de les caloroses tardes d'estiu. Jeroni Martorell feu construir una magnífica balustrada ornamentada amb fanals, copes i escalinates. Al Passeig s'hi desenvolupen, entre moltes altres activitats, la Fira de Calella i l'Alt Maresme o la prova esportiva Ironman.
Mercat municipal Edifici d'estil noucentista construït l'any 1927 a l'antiga plaça de l'Hostal (o del Rei). Consta d'una sola nau de 15x24 metres, i una porxada a la façana principal del carrer Sant Joan. Al seu costat hi ha una torre d'aigües semblant a la de l'escorxador. El mercat disposava d'un annex de porxos coberts a l'altra banda de la carretera, del mateix estil, ja desapareguts.
Antiga biblioteca Costa i Fornaguera L'edifici, que segueix l'estil noucentista del mercat i l'escorxador, fou projectat com a grup escolar i s'inaugurà l'any 1923, sota l'alcaldia de Narcís Baronet. Més tard, l'any 1931, s'instal·là la biblioteca popular a la primera planta. La planta baixa es divideix en dues ales a l'entorn d'un pati central, mentre que l'entrada principal de la façana consta d'un porxo amb columnes clàssiques que suporten arcs de mig punt. Actualment és la seu de la llar d'infants municipal El Carrilet.
Antic escorxador municipal Construcció noucentista, coetània del mercat i la biblioteca, inaugurada l'any 1927. Originalment presentava unes construccions annexes per als corrals, cambres frigorífiques o la casa del vigilant. Al seu costat també s'hi construí una torre d'aigües.

## Personatges il·lustres[19]

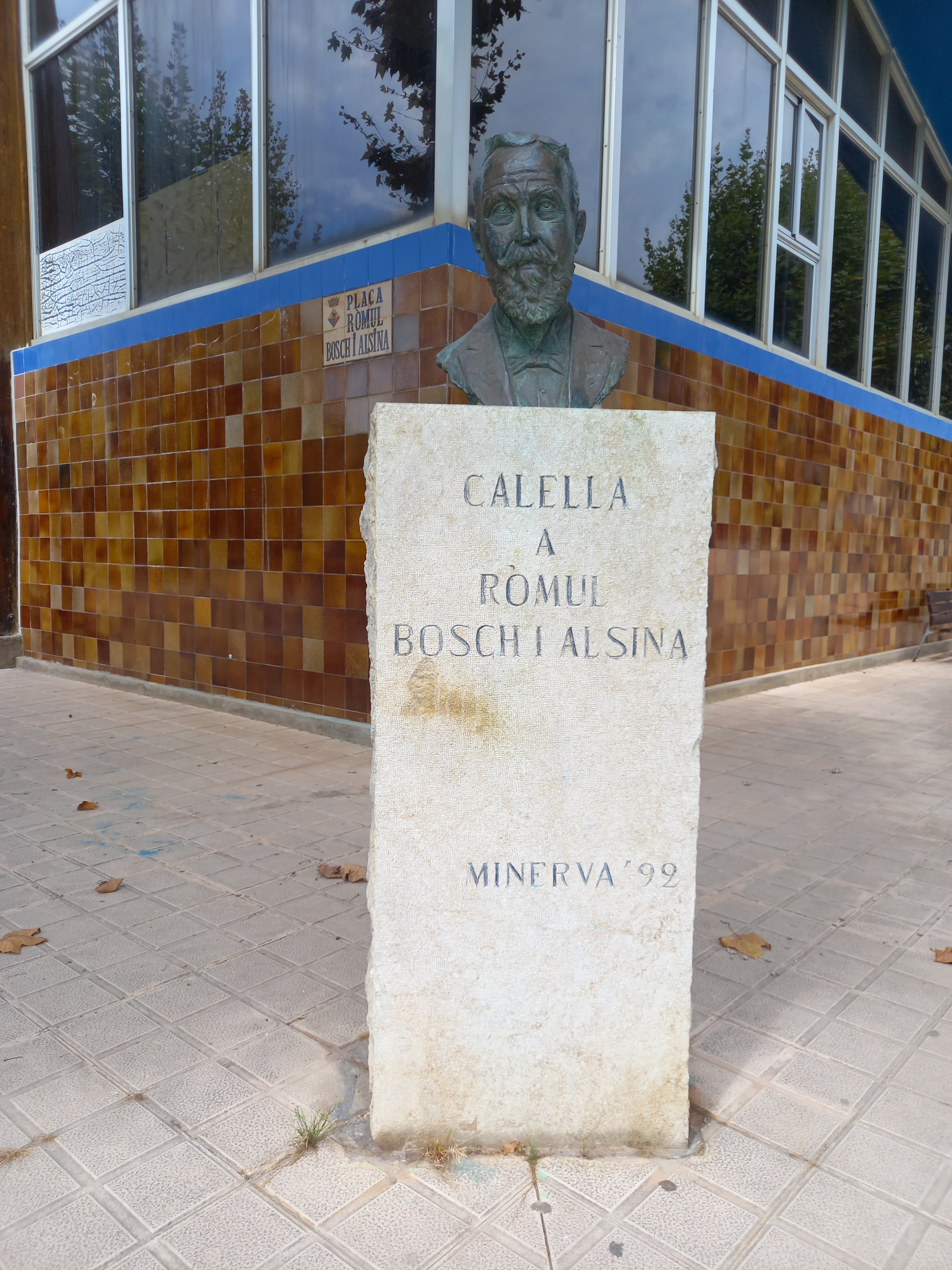
Monument a Ròmul Bosch i Alsina

Francesc Saula Pujal (1861-1922), Fabricant de pastes, fideuer i industrial: Després d'instal·lar-se a Calella i casar-se amb Esperança Formentí, va fundar una petita indústria de fideus i derivats. Tot i que aquesta primera botiga es va cremar, va poder obrir-ne una altra que es va convertí en pròspera i gran. Els seus fills, en Josep i en Franscesc, van seguir amb el negoci familiar i van convertir la seva firma, anomenada ara "La Flor del Dia" i "Hijos de Francisco Saula", en una marca de pastes per a sopa de renom que es va expandir per tota la Península. El nom del fundador dona nom a un dels carrers nous de la part nord-est de Calella, sobre la carretera N-II.
Germà Isidre Bosch Gravolosa (1878-1953), Escolapi: Tot i néixer a Olot, va arribar a Calella el 1916 i no va marxar fins que va morir el 1953. Va ser un mestre que va tractar a dos mil alumnes, és a dir, com a mínim va tractar unes dues mil famílies calellenques. Sempre cordial amb tothom, mai va marxar de Calella ni per fer vacanses. És per això que es considera un calellenc més.
Mossèn Franscesc Gay Coll (1889-1936), poeta i autor teatral: Nascut a Calella i fill petit de la casa, es va convertir en poeta i escriptor, amb més de trenta treballs i moltes poesies publicades a "Recull" i a "Capaspre". Tot i que en ordenar-se sacerdot va fer de vicari i rector en vàries parròquies de Catalunya, mai va oblidar el seu poble natal com es mostra en els seus escrits. L'any 1924 va publicar "Violes Homilètiques" que més tard "Gràfiques Calella" va editar. Va ser assassinat l'11 d'agost de 1936 prop de Santa Pau.
Tomàs Pérez Soler (1892-1975), Treballador tèxtil i president de la Coop. l'Amistat: Nascut a Blanes però de ben petit es va mudar a Calella, fet que va fer que passés la infància i juventut a la ciutat. Des de ben petit va començar a fer teatre a La LLevantina, El Casino Calellenc, l'Orfeó, entre d'altres, així com entrar dins del cant coral. Era un home fermament catalanista i d'esquerres. Això el va portar a fer funcions de teatre catalanistes i antiespanyoles, fet que va provocar que la Guàrdia Civil el perseguís i hagués de fugir exiliat a França. Va ser President de la Cooperativa l'Amistat durant els anys 19554 i 1967, ajudant a formar la "Panificadora moderna de Calella". El seu sogre era Joan Pera, correligionari del brigader Manuel Puigvert, "en Soques", un carí recalcitrant.
Narcís Baronet Coll (1894-1968), ex-alcalde de Calella: Va ser alcalde de Calella durant el regnat d'Alfons XIII, aconseguint el títol de ciutat per Calella amb l'ajuda del doctor Carles Salicrú, després de fer gestions públiques i rotular els carrers amb noms monàrquics. També va ser fabricant de gèneres de punt i Procurador dels Tribunals. Va ser alcalde de Calella per Reial Ordre l'any 1923, succeïnt a Josep Llobet i Guri. A l'octubre del mateix any, Jaume Dalmau Llibre el va destituir, tot i que el mes de març de 1924 tornà a l'alcaldia, i el 1925 tornà Jaume Dalmau. La família Baronet i la seva descenndència encara ara continua gaudint de prestigi.
Josep Esteve Bartrina i Vilaró (1904-1987), escriptor: Era "el fill del senyor Bartrina", que amb disset anys van enviar a París on es casaria amb Anna Tihé. Compartia els escrits d'"Estela" amb "Mundo", "Primer Plano", "Díganme" i va ser dels primers en col·laborar amb "Destino". És en la revista calellenca "Estela" on hi havia articles seus plens de sabor nostàlgic de quan era infant i veia els pescadors del seu barri (el carrer de Mar, que ara es diu carrer Bartrina). També col·labora en llibres de "Pepet Andreu", de Calella Típica. Va ser pregonista de la Processó de la Festa Major de Sant Quirze.
Tomàs Flaquer Vilaró (1912-1995), Terratinent i comerciant: La família Flaquer és una família d'aquelles de tota la vida de Calella. Tanmateix, Tomàs Flaquer va néixer a Barcelona i va estudiar a "La Salle". Tot i això passava grans estades a Calella, ja que la mare posseïa una finca important, coneguda com a Can Patuel. És aquí on el senyor Tomàs va començar a actualitzar-la i construïnt xalets, blocs de pisos i establiments, creant el que ara es coneix com el Toyca (que és la unió del nom de Tomàs i Candelaria, la seva esposa: To+y+Ca). També va pagar una campana per la parròquia que va ser batejada com a Tomasa, així com finançar la construcció de l'hospital.
Elionor Bayo Casals (1918-1999), actriu teatral: Nascuda a Calella, va estudiar a les aules de la mestre "Doña Delfina Dolç", amb qui tenia gran amistat. De jove va formar part de l'elenc teatral de la "Pau Social" i més tard es va unir a l'"Orfeó Calellenc". El 1967 entra a "Joventut Artística" i allà continua actuant, però també escrivint i dirigint moltes funcions. Escriu un drama titulat "El fraude" que s'estrena a l'"Orfeó" l'any 1948 i es va estrenar diverses vegades. Va morir l'any 1999.

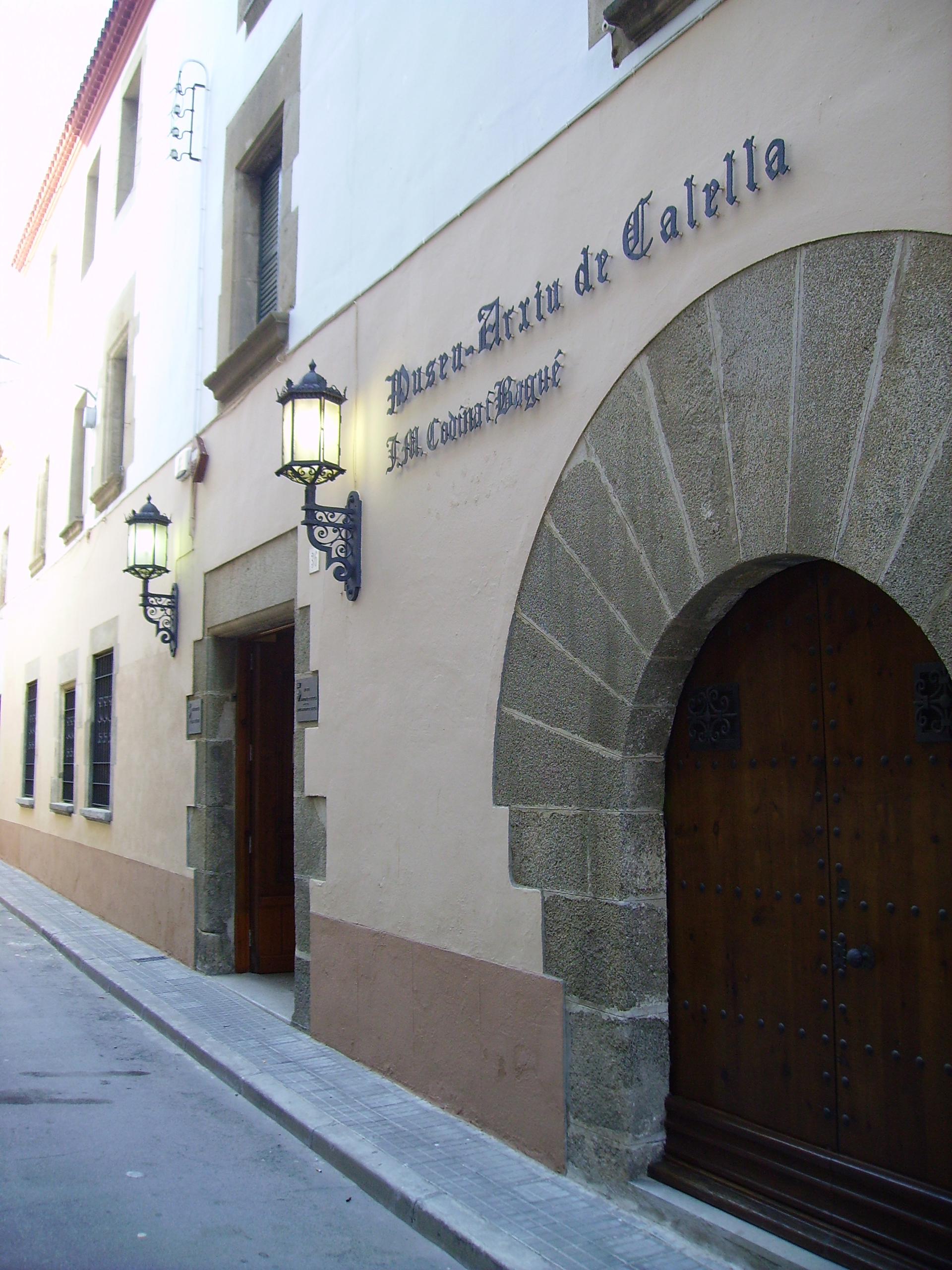
Museu Arxiu de Calella

## Cultura

### Tradició oral – La història de “La Llopa”
La figura de la Llopa de Calella prové d'un fet ocorregut a l'entorn de 1920: en Quico de ca l'Urreli, rabasser de les terres d'en Francesc d'Assís Bartrina, explicà a la gent de la taverna de can Banús que havia vist un llop en baixar pel torrent de Can Comas. Al cap d'uns dies, feu saber a l'alcalde Casillanis que havia vist dos llops més. Alarmats, pagesos, voluntaris i uns quants sometents sortiren a cercar-los, matant un dels dos animals i l'exposaren a la porxada de l'horta de l'alcalde per tal que tot el poble el veiés.
Però la realitat era que aquella parella d'animals eren uns gossos llop d'una finca situada entre Sant Pol de Mar i Calella, que cada dia passejaven fins a l'escorxador per atipar-se de les deixalles. Des de llavors, els ciutadans dels pobles dels voltants, en referir-se als calellencs, exclamen en to burleta «Calella, la Llopa!».

### Tradició oral - Sant Quirze i Santa Julita, patrons de la ciutat de Calella
Quirze era un jove nen de tres anys quan Alexandre va ordenar executar a la seva mare Julita per negar-se a l'apostasia. El petit va ser llençat a terra i se li va obrir el crani mentre que la mare va acabar escorxada. El fet de defensar la seva fe cristiana davant la mort, va fer que se'ls consideressin màrtirs i venerats.
A Calella se'ls venera perquè l'any 1562-1538, Marc Boter va aconseguir que arribessin unes relíquies dels dos sants. En els terrenys d'en Marc, prop de la Riera, es va edificar una capella dedicada als patrons de la ciutat i van ser venerats allà fins al 1798, que els van traslladar al Santuari del Carrer de Jovara, a la Capella de Sant Elm.

### Principals esdeveniments culturals

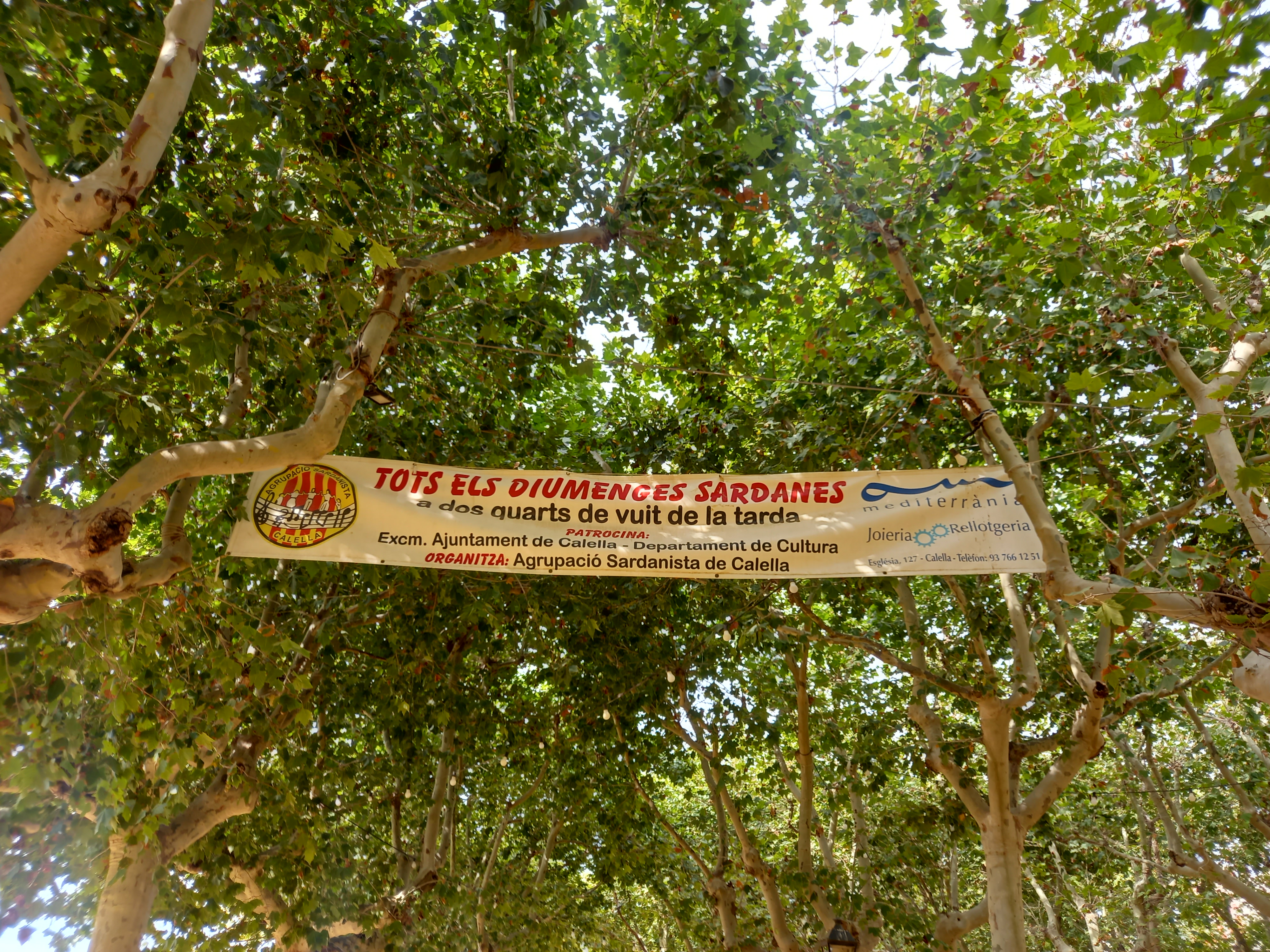
Aplec de sardana

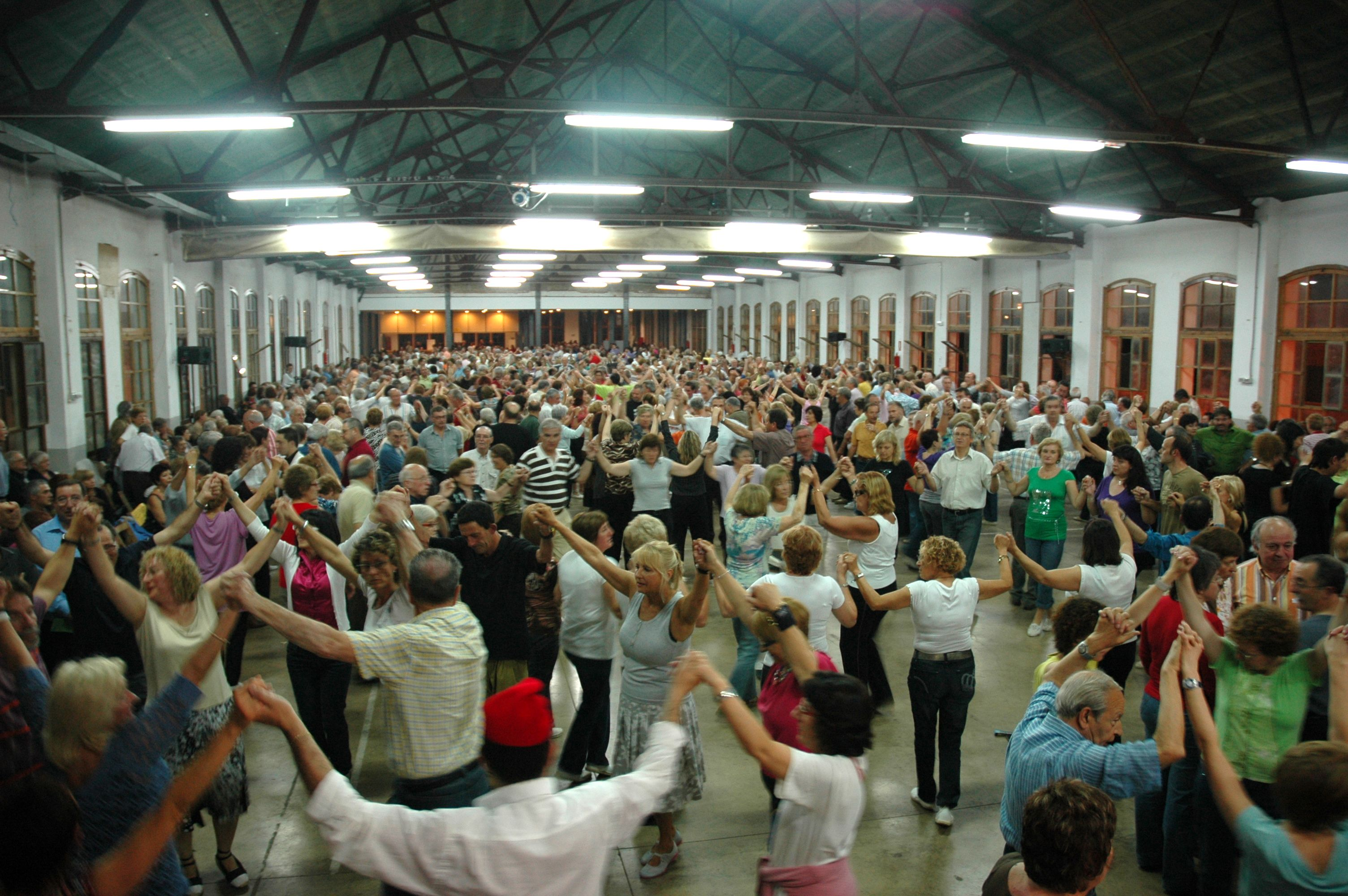
Aplec de Calella - Fàbrica Llobet

- Aplec de la Sardana: el primer diumenge de juny. Se celebra des de 1926.
- Festa major petita: 16 de juny, en honor de sant Quirze i santa Julita.
- Festa major de la Minerva: 23 de setembre
- Fira de Calella i l'Alt Maresme: la fira, celebrada el mes de setembre, pretén ser una mostra dels productes i de les tradicions catalanes
- Festa de la Cervesa (Oktoberfest): intentant emular la tradició alemanya, durant el mes d'octubre una gran carpa acull bandes d'arreu i ofereix una mostra culinària de productes d'aquell país.
- Rua de Carnaval de l'Alt Maresme
- Setmana de la Salut: "Per la teva salut Vincula't"
- Fira Animalista
- Festival de Cant Coral Europeu
- Moments de Flors
- Festimatge
- Screamin' Festival
- Calella Film Festival
- Festival Nits d'Estiu a Calella
- Festival Internacional de Folklore "Alegria"
- Calella Folk Festival
- Fira Renaixentista
- Concurs de Teatre Amateur
- Calella Rockfest Festival
- Festival Internacional "Canta al Mar"
- Temporada lírica
- Calella està de Moda
- Jornades Internacionals Folklòriques de Catalunya (A : imatges i vídeos)
- Fira de la Gent Gran
- Jocs Florals
- Fira del Llibre
- Fira del Disc
- Fira Medieval (A : imatges en la fira medieval)
- Tirada de l'Art (A :  imatges de la tirada)

### Museus
El Museu del Turisme (MUTUR), instal·lat a l'antiga Fàbrica Llobet-Guri, mostra la història del turisme i els seus efectes socioculturals i econòmics a nivell global. Proposa un passeig a través de la història del turisme i n'explica l'evolució des de les rutes dels primers viatgers i exploradors fins a l'actualitat.
El Museu-Arxiu Josep Maria Codina Bagué és en un gran casal dels segles xvi i xvii que al llarg dels anys ha tingut usos diversos. Des de 1979 és la seu de Museu-Arxiu. És un museu local pluridisciplinar que investiga, conserva i difon els diferents aspectes del patrimoni de la ciutat. S'hi exposen col·leccions de temàtiques variades, destacant entre d'altres, les dedicades al passat tèxtil, al comerç amb ultramar, la Pinacoteca Gallart, la Farmàcia Barri o les puntes de coixí.
Centre d'Interpretació del Far. Entorn de la figura del Far de Calella, el centre explica les relacions de comunicació d'aquest envers el seu entorn des de tres punts de vista: les comunicacions marítimes per la funció d'orientació a les embarcacions, les comunicacions terrestres per la telegrafia òptica que podem contemplar a les Torretes, tocant al Far, i la comunicació urbana, amb la ciutat, a través de les campanes de l'església i els diversos campanars.
Refugi Antiaeri. A Calella, durant la Guerra Civil, es van construir tres refugis, el del Roser, el del Parc i el de la Granja, els quals van protegir la població dels bombardejos aeris. El refugi del Parc va ser construït seguint el model de mina d'aigua, amb una galeria principal visitable i tres galeries transversals. La visita a l'interior del refugi es complementa amb plafons explicatius, museografia específica i un documental amb el testimoni de calellencs que van patir la Guerra.

## Audiovisuals
L'ajuntament de Calella forma part, des del 2010, de Catalunya Film Comission, una xarxa d'oficines d'atenció als rodatges arreu del territori Català creada per facilitar els rodatges als seus espais. Amb aquesta intenció, l'Ajuntament ha creat Calella Film Office, servei públic i gratuït que dona assistència als rodatges i produccions audiovisuals en la cerca de localitzacions, gestió de permisos, per fer de Calella una Ciutat Plató. S'hi organitzen entre d'altres el Calella Film Festival i Festimatge.

## Economia: Turisme i Comerç[calcitació]
El sector de serveis i concretament el del turisme és el motor de l'economia del municipi.
Calella és destinació turística des que els primers turistes van descobrir la ciutat, quan els calellencs vivien de la pesca i del camp, primer, i de la indústria tèxtil, després. Amb els anys, el turisme ha esdevingut el motor de l'economia de la ciutat. Als elements naturals com el sol i la platja, s'hi han afegit atractius com turisme esportiu, que és aquell en que el motiu principal del viatge és la pràctica d'algun tipus d'esport o activitat física i la visita de la ciutat per presenciar ‘in situ’ una competició o un esdeveniment esportiu, turisme familiar i turisme cultural. En aquests ultims anys l'Ajuntament de Calella ha fet una aposta per l'organització d'esdeveniments esportius i culturals amb dimensió internacional per posicionar el municipi a nivell internacional com a destinació de turisme familiar i esportiu. Des de l'any 2009 Calella gaudeix de la distinció de Destinació de Turisme Esportiu (DTE) per la promoció i comercialització de la seva oferta turística relacionada amb l'oferta multiesportiva, i a l'any 2014 l'Agència Catalana de Turisme va atorgar a Calella la certificació de Destinació de Turisme Familiar, certificació que s'atorga a les destinacions que disposen d'una oferta certificada d'establiments d'allotjament, restauració, i d'oci i lleure adreçats als més petits.
| Total places a Calella 2020 | Total places a Calella 2020 | Total places a Calella 2020 |
| --------------------------- | --------------------------- | --------------------------- |
| 34                          | Hotels                      | 10.375                      |
| 5                           | Apartaments                 | 557                         |
| 7                           | Pensions                    | 228                         |
| 1                           | Alberg de Joventut          | 400                         |
| 3                           | Càmpings                    | 2.226                       |
| 50                          | TOTAL                       | 13.786                      |

El comerç és un factor econòmic molt important a Calella. Els seus carrers més cèntrics conformen un gran centre comercial amb una oferta molt variada i amb un ric mixt comercial amb més de 1000 establiments de comerç i serveis. L'atracció d'aquest centre comercial rau en la combinació de la modernitat de la majoria dels seus comerços amb establiments més tradicionals i originals.
Els sectors que destaquen amb més establiments són els de complements per a la persona, serveis, alimentació i restauració, amb una gran oferta gastronòmica.
Es destaquen comerços centenaris, comerços de proximitat, botigues de gran qualitat i establiments amb marques de prestigi que generen, entre tots, un dinamisme econòmic molt important pel municipi. Calella compta també amb el mercat municipal, obert de dimarts a dissabte, i un mercat setmanat que se celebra els dissabtes, just davant del mercat municipal .
Tots els comerços poden obrir cada dia de l'any, inclòs festius.
Els comerciants de Calella participen d'una manera molt activa en la dinàmica agenda d'activitats i esdeveniments del municipi. Les activitats de dinamització comercial més destacades són La Botiga al Carrer, Calella està de Moda, la Fira de Nadal, activitats infantils i música al carrer entre d'altres.
Resta un sector agrari dedicat a la maduixa. Cal destacar l'associació d'empreses majoristes de fruites i hortalisses i recol·lectors (UMAC).

## Esport[calcitació]
La Fundació Catalana per a l'Esport va atorgar l'any 2019 a la ciutat de Calella el títol de “Capital Catalana de l'Esport”. Calella ha esdevingut la primera localitat en obtenir aquesta capitalitat, títol atorgat a un poble o ciutat catalana amb l'objectiu de fer-la vila de referència esportiva al llarg de l'any i fomentar els valors de l'esport.
Durant més de 60 anys, Calella ha estat reconeguda com una de les destinacions turístiques de referència a nivell nacional i europeu, i ja també des dels inicis de l'activat turística una sèrie d'empresaris i entitats esportives de la ciutat van veure en l'esport un actiu econòmic important. L'organització de torneigs internacionals d'handbol, de futbol i estades esportives van ser l'embrió de l'actual distinció de turisme esportiu. Però també el turisme intern, sobretot barceloní, va contribuir al desenvolupament de clubs i instal·lacions importants en els camps de la vela, la natació, el tennis i molts altres esports.
Tot això ha fet que Calella, any darrere any, hagi anat incrementant de forma notable el gran potencial de la ciutat en l'àmbit de l'esport. Un municipi amb un teixit associatiu ric i divers, on s'hi practiquen 49 disciplines esportives, 43 de les quals estan reconegudes per federacions, amb 32 entitats esportives, 15 escoles esportives de clubs, 9 instal·lacions esportives públiques, 11 instal·lacions privades i 16 espais esportius de lliure utilització.
Calella és una de les ciutats de Catalunya amb el pes econòmic de l'esport per habitant més elevat, i on la ràtio de persones vinculades a l'esport amb relació a la població total també és de les més elevades del país. Aquests indicadors ens situen en una població esportivament activa i forjada en els valors que l'esport transmet. Les condicions climatològiques i geogràfiques han afavorit una gran diversitat de pràctiques esportives, amb esports de pista, esports a l'aire lliure i activitats esportives de mar i de muntanya. Sens dubte, aquest substrat social, tan actiu i dinàmic en el foment i la pràctica esportiva, generen dinàmiques i sinergies molt fortes en el dia a dia de la ciutat i permet que es proposin, programin i s'organitzin infinitat de competicions i activitats esportives.
La ciutat de Calella acull cada any més d'un centenar d'esdeveniments esportius de caràcter extraordinari, en multitud d'esports i en una gran diversitat d'espais del municipi, així com també un elevat nombre de concentracions esportives i altres activitats relacionades amb la pràctica esportiva, amb participació de gent de totes les edats, provinents de molts països del món.
Gràcies a l'oferta multiesportiva que ofereix la ciutat, Calella té el segell de Destinació de Turisme Esportiu des de l'any 2009. També ha estat reconeguda com a Destinació de Marxa Nòrdica, Destinació de Cicloturisme, Territori Special Olympics i Territori Triatló. Així mateix, Calella ha estat Vila Europea de l'Esport 2016, Ciutat del Bàsquet Català 2018 i, com ja hem dit, Capital Catalana de l'Esport 2019. Aquest mateix any 2019, la ciutat ha consolidat el programa de banc de proves d'innovacions i tecnologies esportives “Calella Sport City Lab”, i ha rebut el “Premi Catalunya a la Gestió Esportiva”.
Justament per aquesta trajectòria en l'àmbit esportiu, la ciutat de Calella participa des de fa anys en els Cercles de Comparació Intermunicipals d'Esports i en la Xarxa d'Organitzadors d'Esdeveniments Esportius, ambdós promoguts per la Diputació de Barcelona, tant per l'esport professional com amateur. En aquest sentit, Calella continua treballant diverses propostes esportives i programes d'àmbit esportiu, social i de salut.
Instal·lacions esportives públiques:
- Zona Esportiva “La Muntanyeta”. Atletisme, futbol onze, futbol set, futbol sala, bitlles catalanes, basquetbol, patinatge artístic i gimnàs.
- Pavelló Municipal d'Esports “Parc Dalmau”. Basquetbol i handbol.
- Camp de Futbol de Mar. Futbol onze i futbol set.
- Instal·lacions Esportives “Fàbrica Llobet” 1. Tennis de taula.
- Instal·lacions Esportives “Fàbrica Llobet” 2. Escalada en boulder.
- Piscina Municipal “Dorly Ströbl”. Natació, natació sincronitzada i gimnàs.
- Base Nàutica Municipal. Vela lleugera, caiac de mar, pàdel surf i patí català de vela.
- Club Esportiu Subaquàtic Calella. Activitats subaquàtiques.
- Club de Pesca Esportiva Calella. Pesca marítima d'embarcació.

La ciutat disposa d'altres equipaments esportius no públics:
- Piscina olímpica del Crol Centre Calella. Natació i waterpolo.
- Espai Silence Spa&Thalasso Fitness. Fundació Creu Groga.
- Club Tennis Calella. Tennis i pàdel.
- Pàdel Centre Calella. Pàdel.
- Club Nàutic Calella. Vela lleugera, caiac de mar, pàdel surf i patí català de vela.
- Centre d'Iniciatives i Serveis Esportius CISE. Gimnàs.
- Saló de Billar Pool 333. Billar.
- Bowling Calella. Bowling.
- Club d'Escacs Calella “L'Amistat”.
- Ranxo Bonanza. Hípica.
- ... i altres gimnasos i sales esportives.

Calella està comunicada amb el mar i la muntanya, a peus de la Mediterrània i propera al Parc Natural del Montnegre Corredor, amb els contraforts de la Serralada Litoral ben a prop, que permeten la realització d'un elevat nombre de rutes marítimes i terrestres. Així, s'escau relacionar les propostes següents:
- Via Brava de Calella, per a la pràctica de natació en aigües obertes.
- Zona de les Roques, per a la pràctica d'activitats subaquàtiques.
- Litoral marítim, per a la pràctica d'activitats nàutiques de tot tipus.
- Circuit inclusiu, amb tres recorreguts per a persones amb discapacitat.
- Circuit fix d'orientació, amb dos recorreguts de 15 i 25 fites.
- Via Marina del Camí de Sant Jaume.
- Camí de Mar, per la façana marítima.
- Rutes de l'Esquirol, el Corb Marí i la Guilla.
- Una trentena de rutes de descoberta de la ciutat i el seu entorn natural.
- Deu rutes de dificultats diverses, incloses en el mapa i guia “Calella i el seu entorn”.
- Una gran quantitat de propostes de rutes per fer a peu, en bicicleta de carretera i en bicicleta de muntanya.

Segons una enquesta d'hàbits esportius, feta a ciutadans i ciutadanes de Calella majors de 16 anys, les dades més rellevants de la pràctica esportiva a la ciutat són les següents:
- Prop del 50% diuen que fan esport.
- Quan es pregunta per les activitats físiques realitzades alguna vegada els darrers mesos (córrer, anar en bicicleta, caminar, petanca, nedar, etc...), el percentatge augmenta i s'apropa al 90%.
- Per sexes, les dones i els homes mostren uns percentatges molt similars de pràctica esportiva.
- Les activitats físiques més realitzades són caminar, córrer, anar en bicicleta i nedar.
- La principal motivació per a la pràctica esportiva és la diversió, seguida molt a prop per raons de salut i més enrere per estar en forma.
- Del conjunt dels practicants d'activitats esportives a Calella, només una mica més del 30% fan ús de les instal·lacions esportives de la ciutat. La gran majoria utilitzen els espais naturals, a l'aire lliure.

## Equipaments Sanitaris
- Hospital Sant Jaume: centre Hospitalari amb 160 llits d'atenció a pacients aguts, 10 places de cirurgia sense ingrés, 5 sales d'operacions, 3 sales de part, 25 consultes externes, 7 places d'hospital de dia, 22 boxs d'urgències
- Centre d'atenció Primària CAP
- Creu Groga: centre de medicina privada amb 35 especialitats, un quadre mèdic de 123 metges i més de 27 tècnics i professionals més.
- Tres centres de dia per gent gran (80 places)
- Cinc residències per gent gran (496 places)

## Galeria de fotos

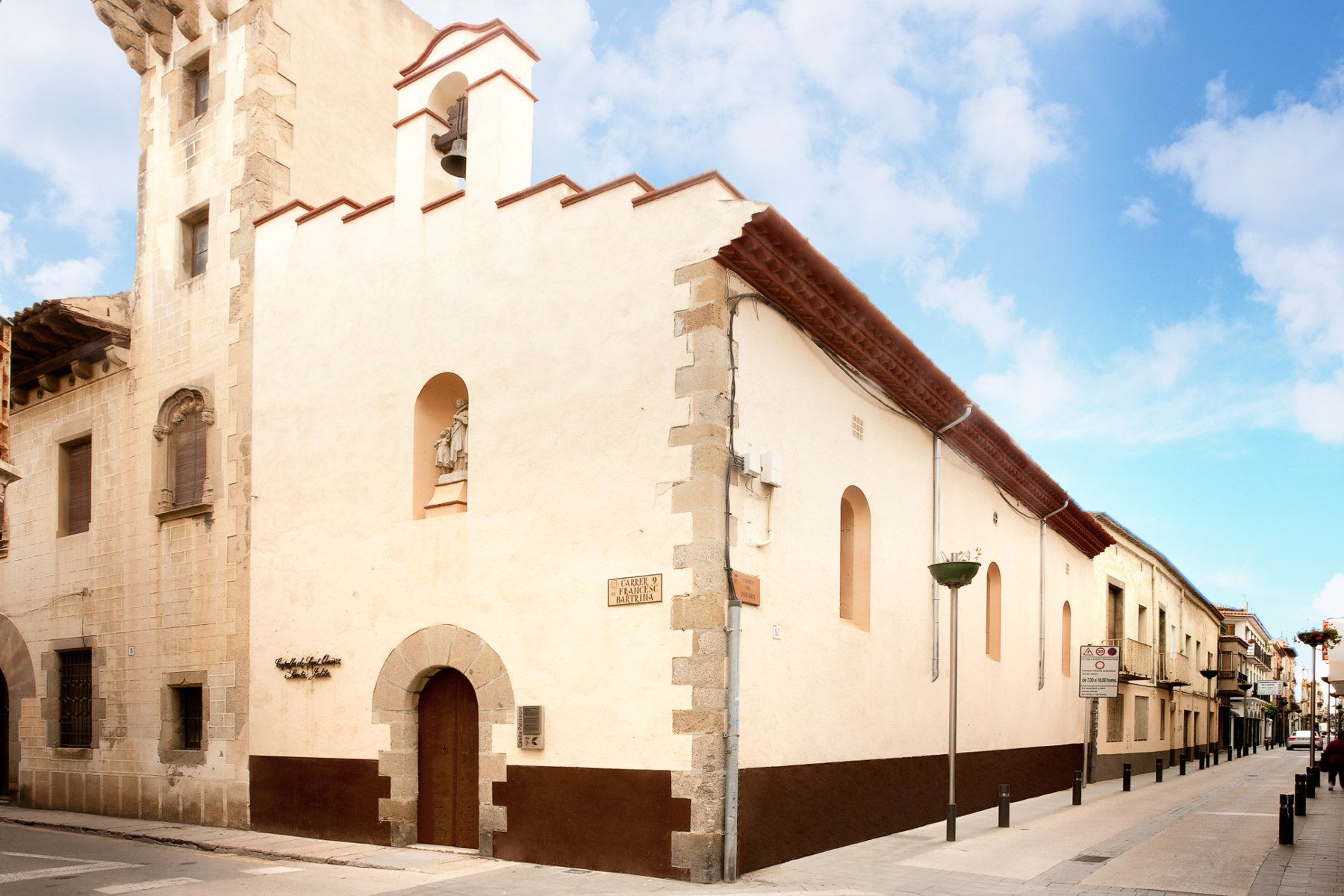
Capella de St Quirze i Sta Julita
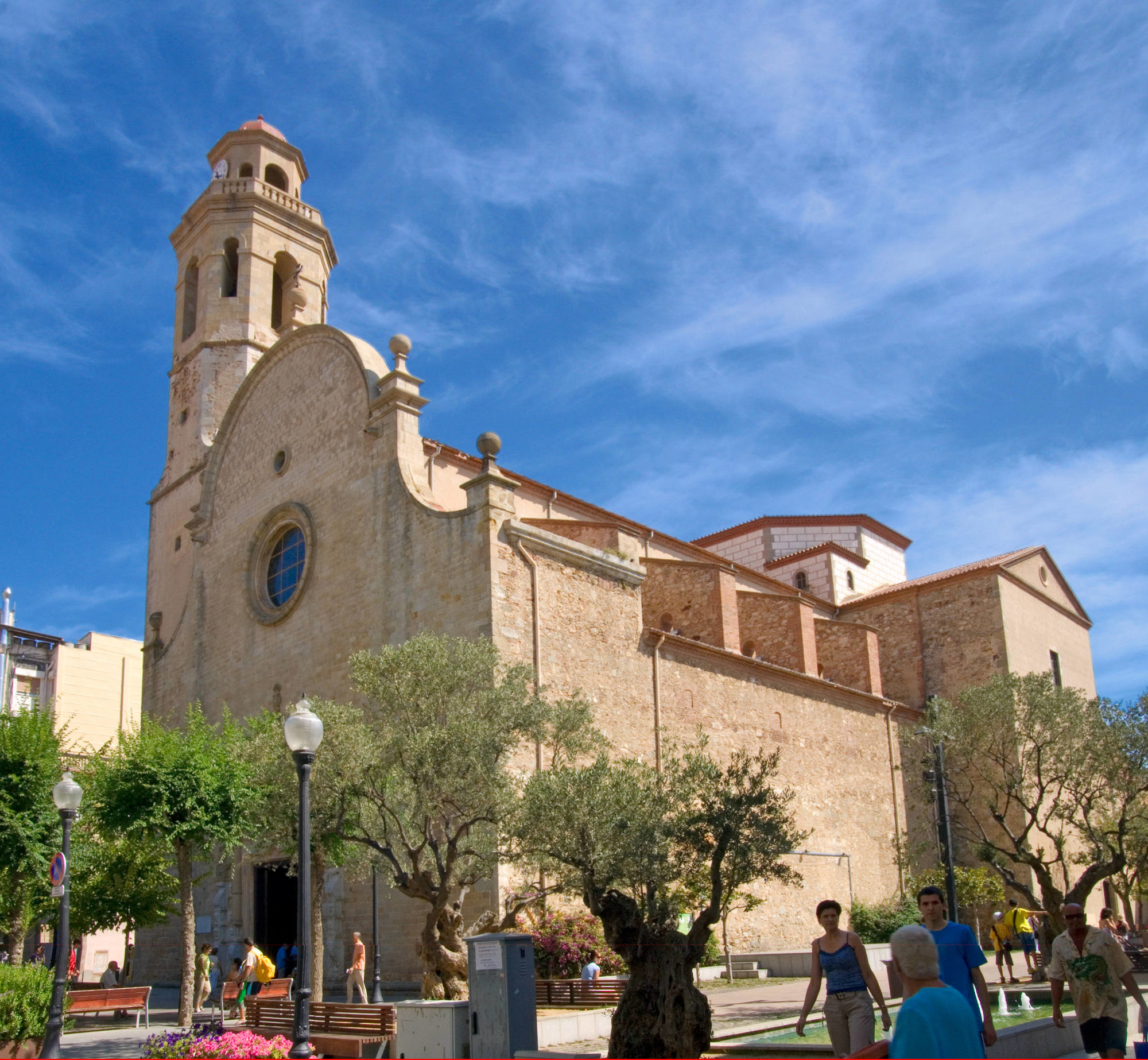
Església Santa Maria i Sant Nicolau
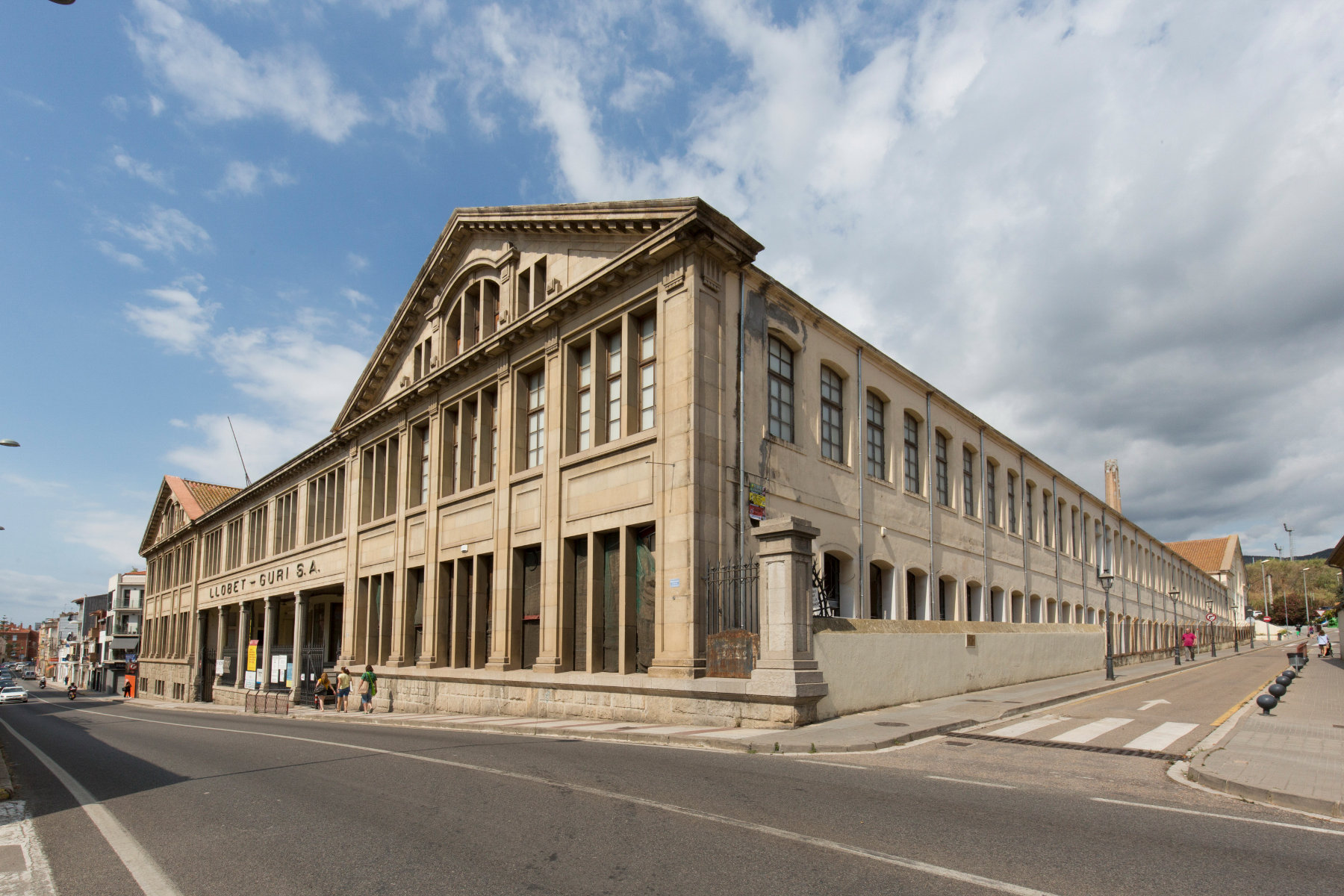
Fàbrica Llobet-Guri
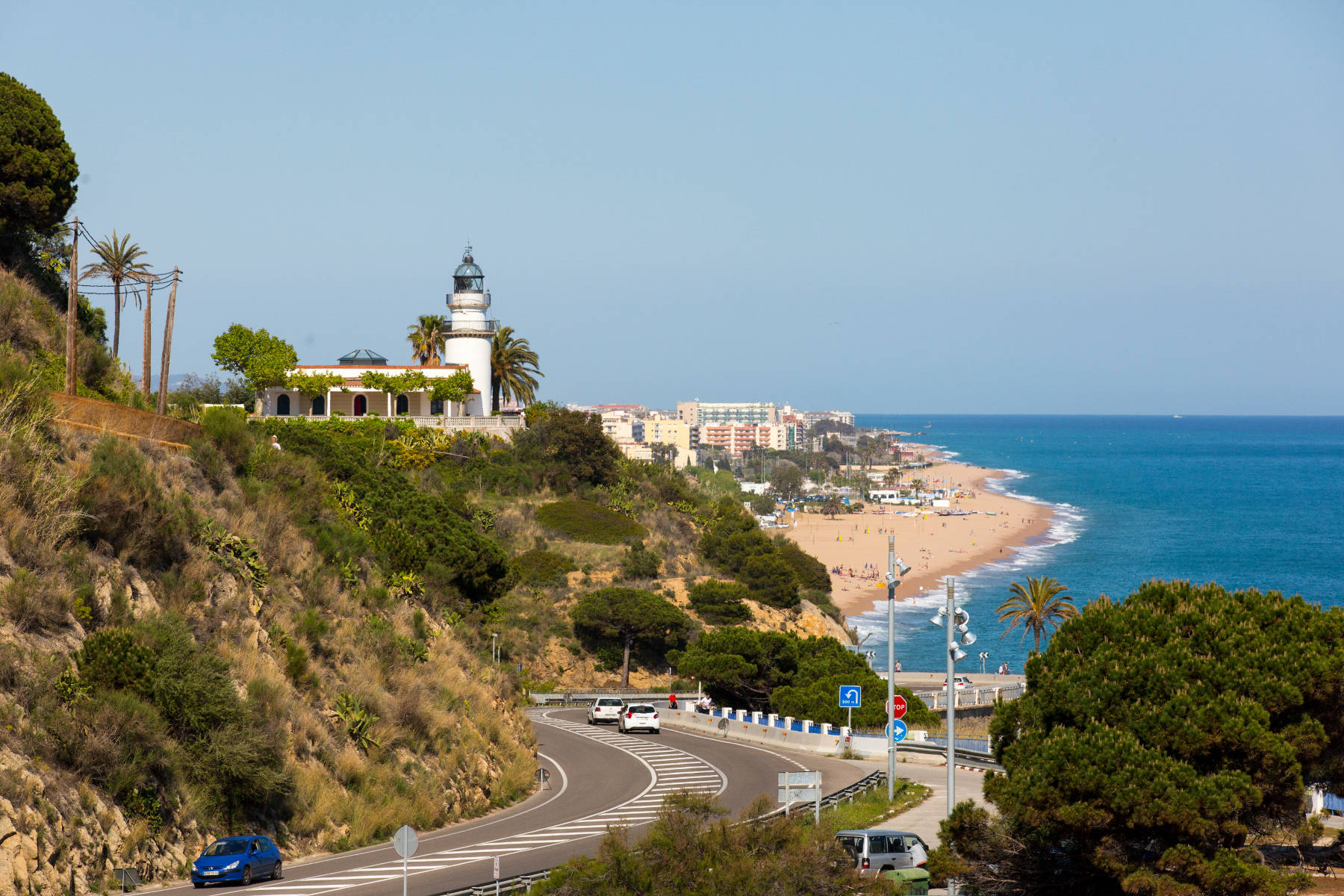
Far de Calella
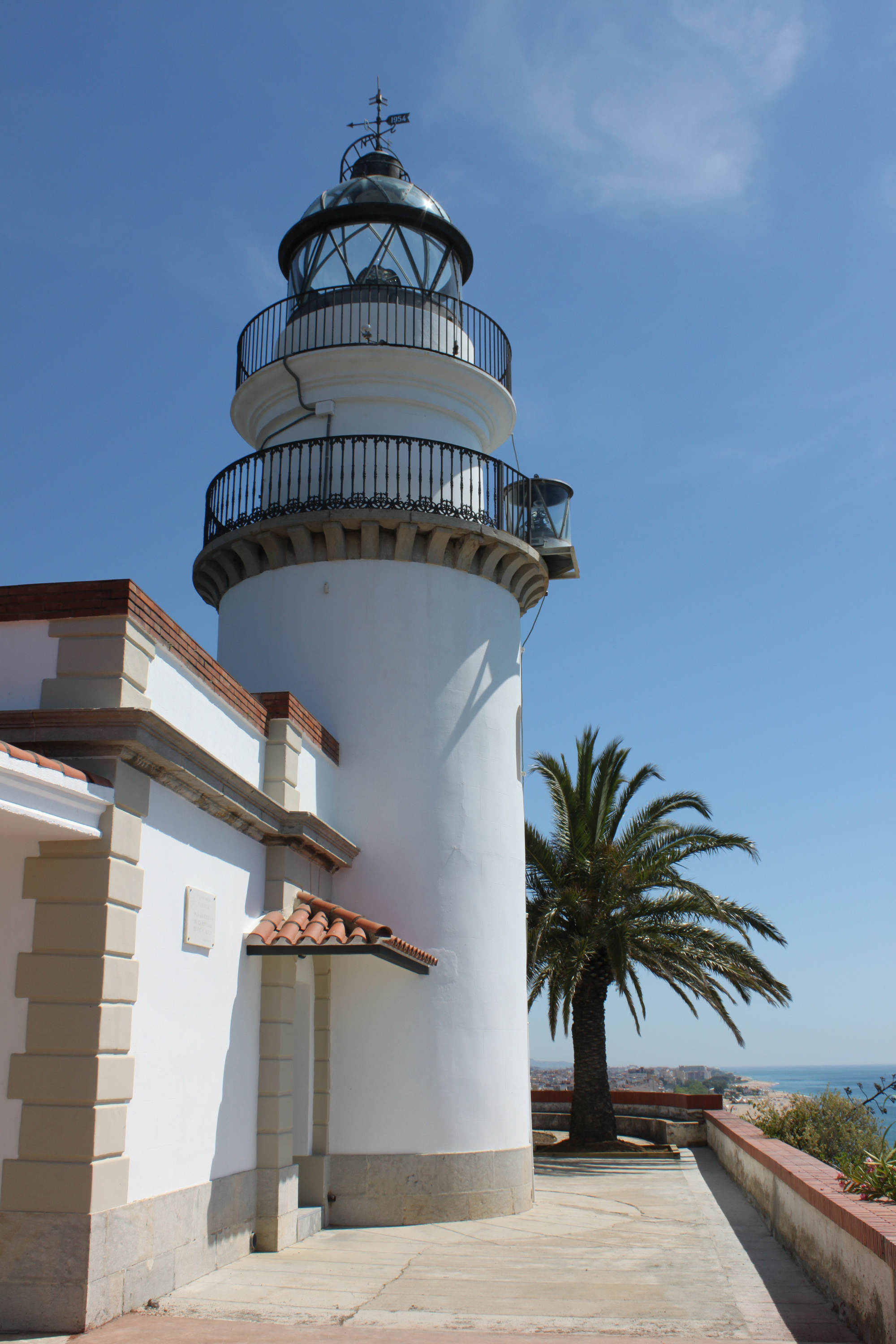
Far de Calella
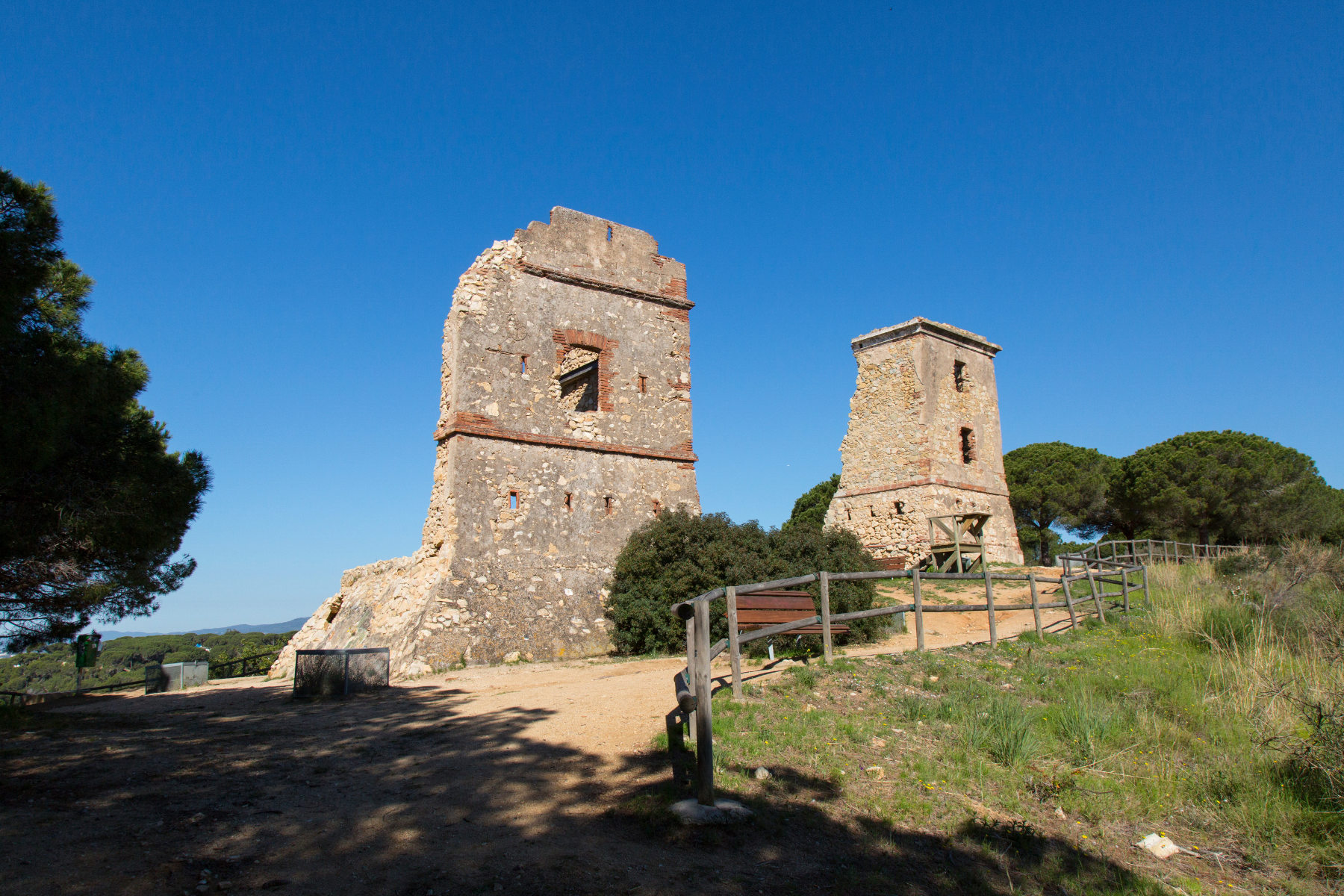
Les Torretes
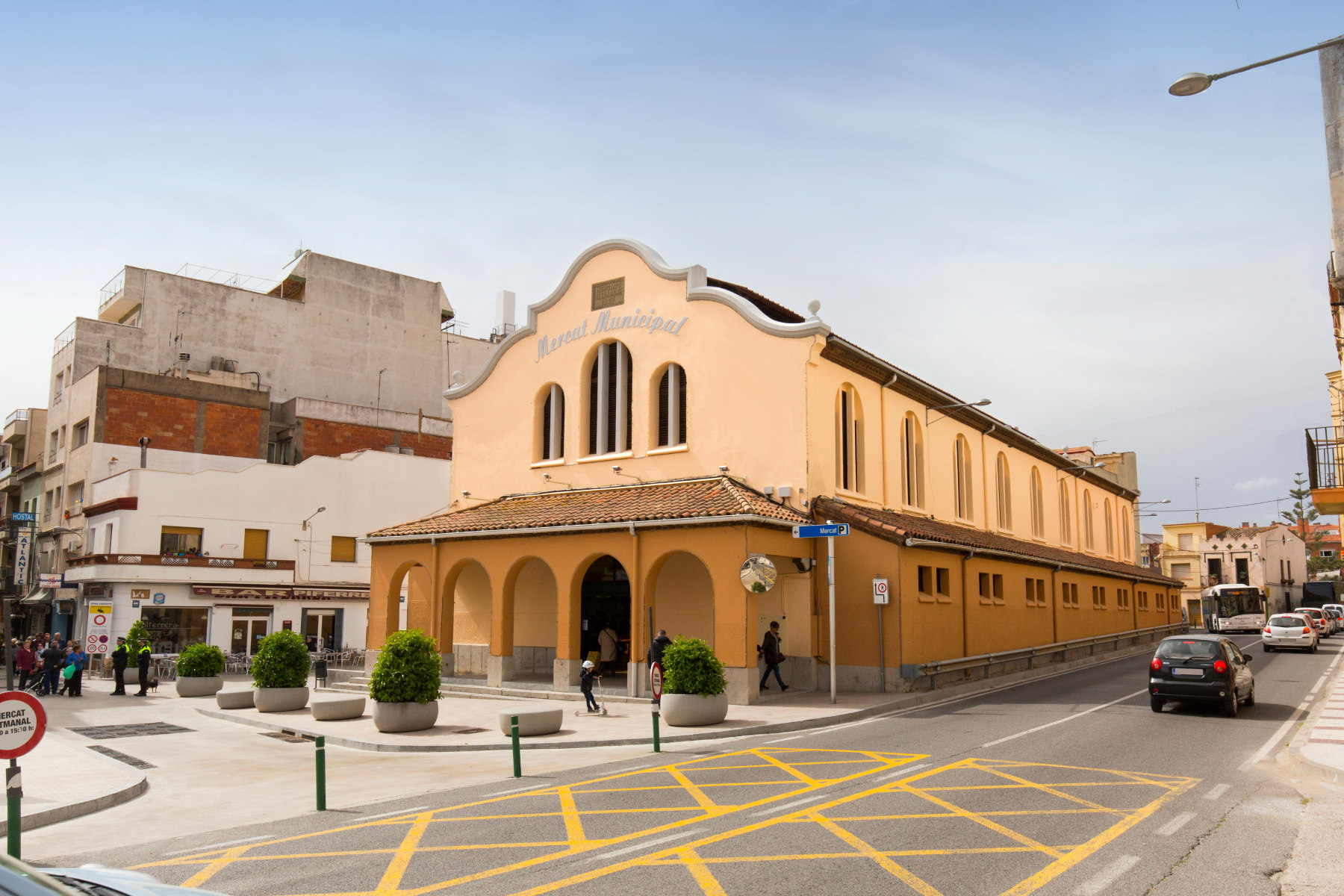
Mercat Municipal
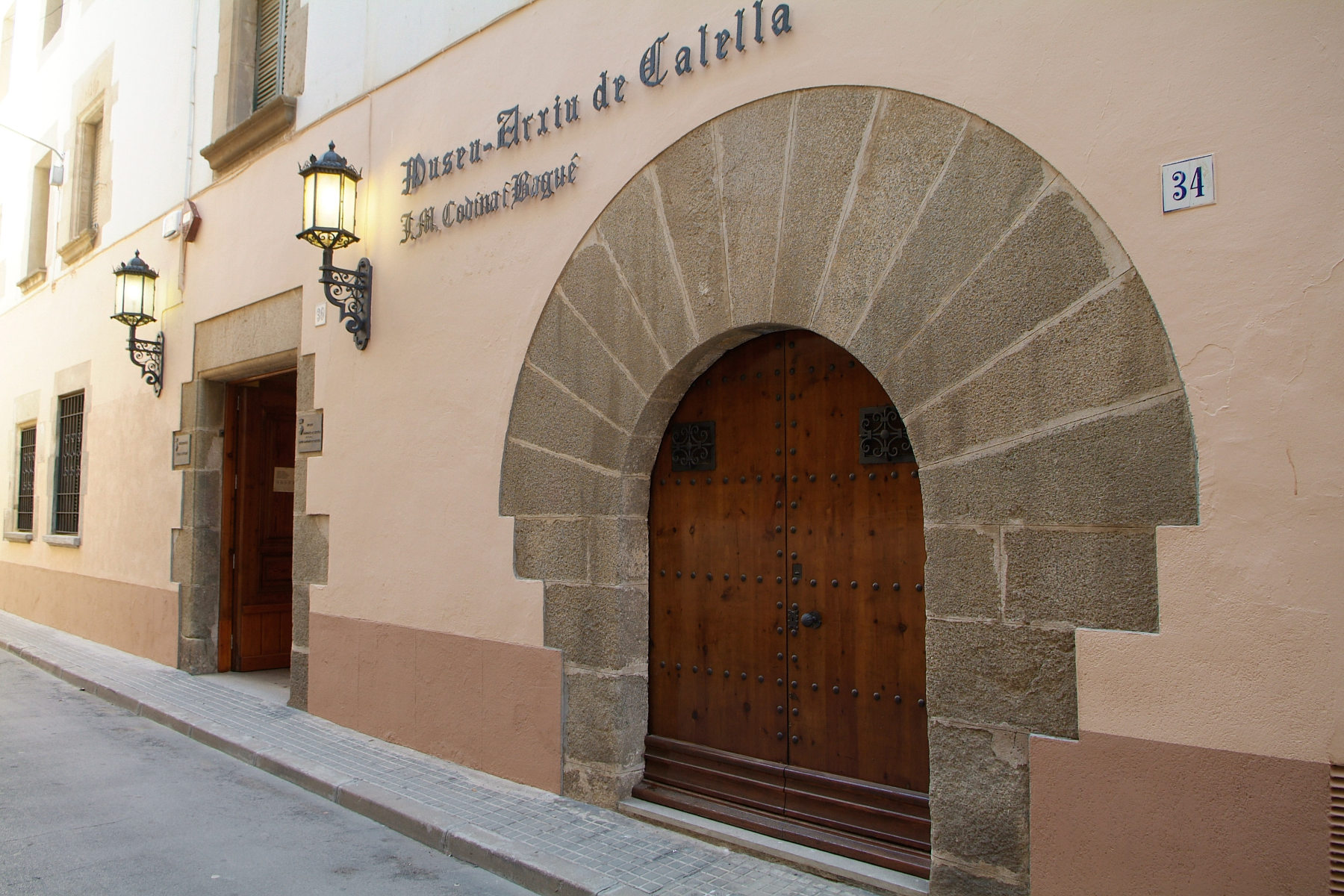
Museu Arxiu Josep Maria Codina
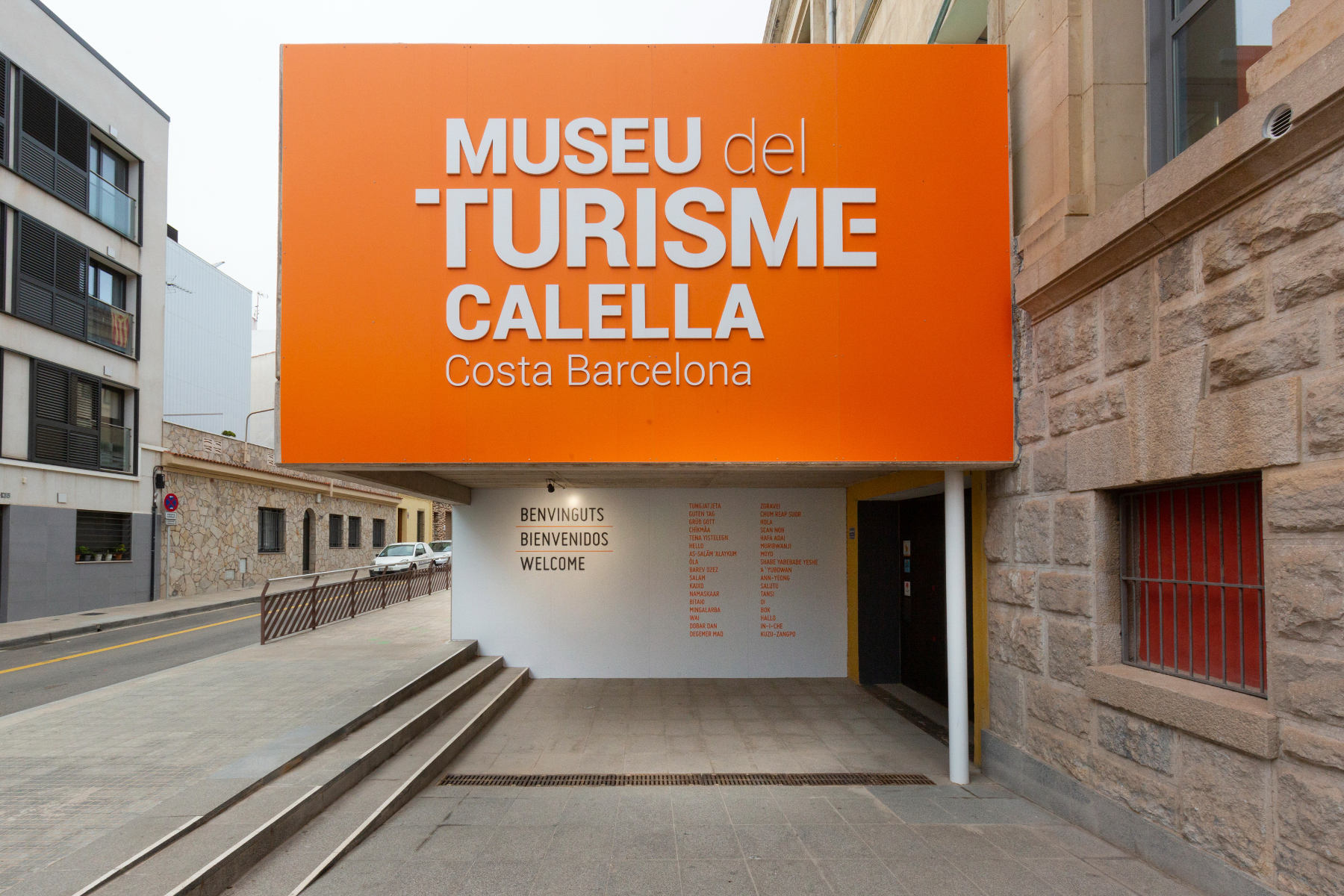
Museu del Turisme
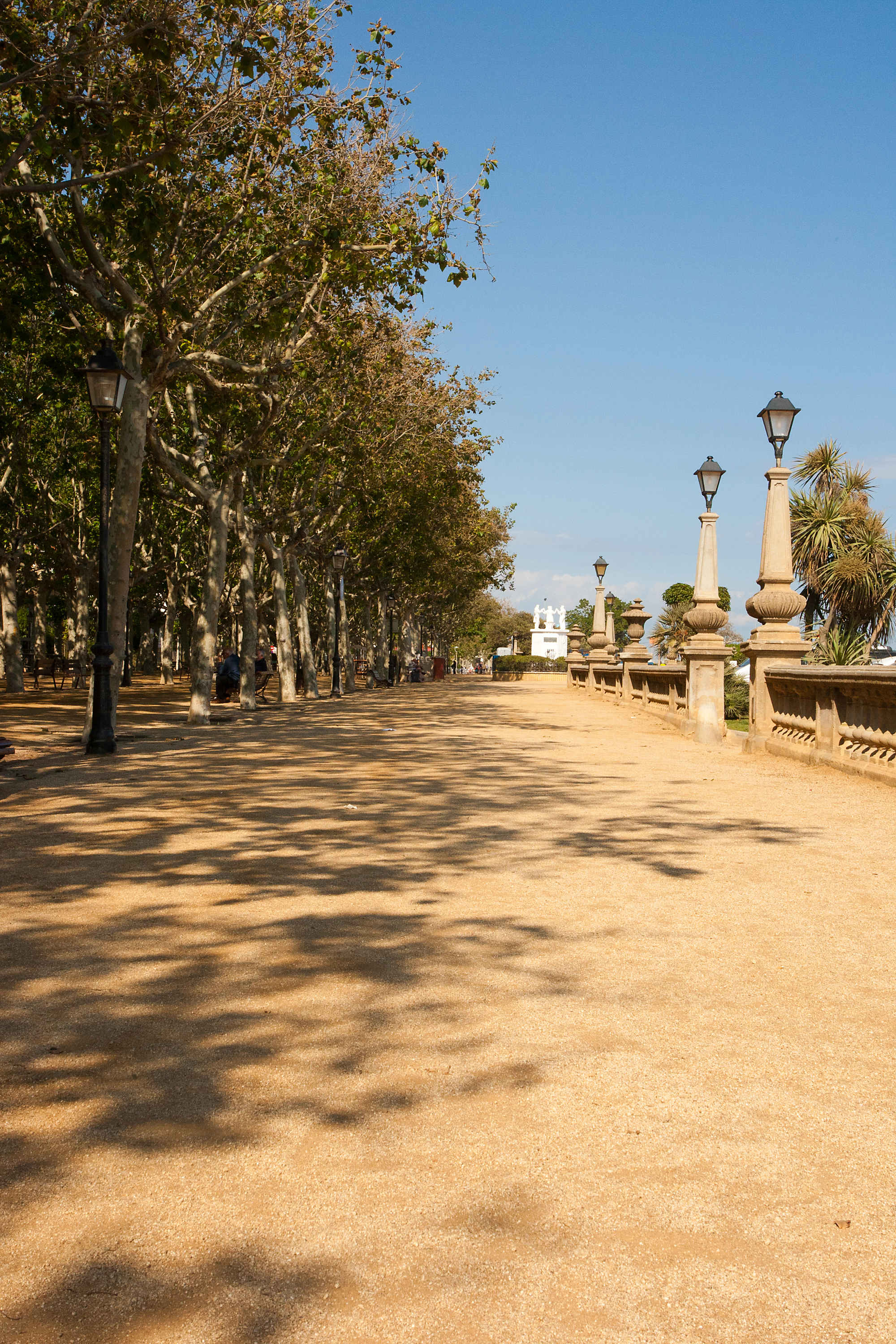
Passeig Manuel Puigvert
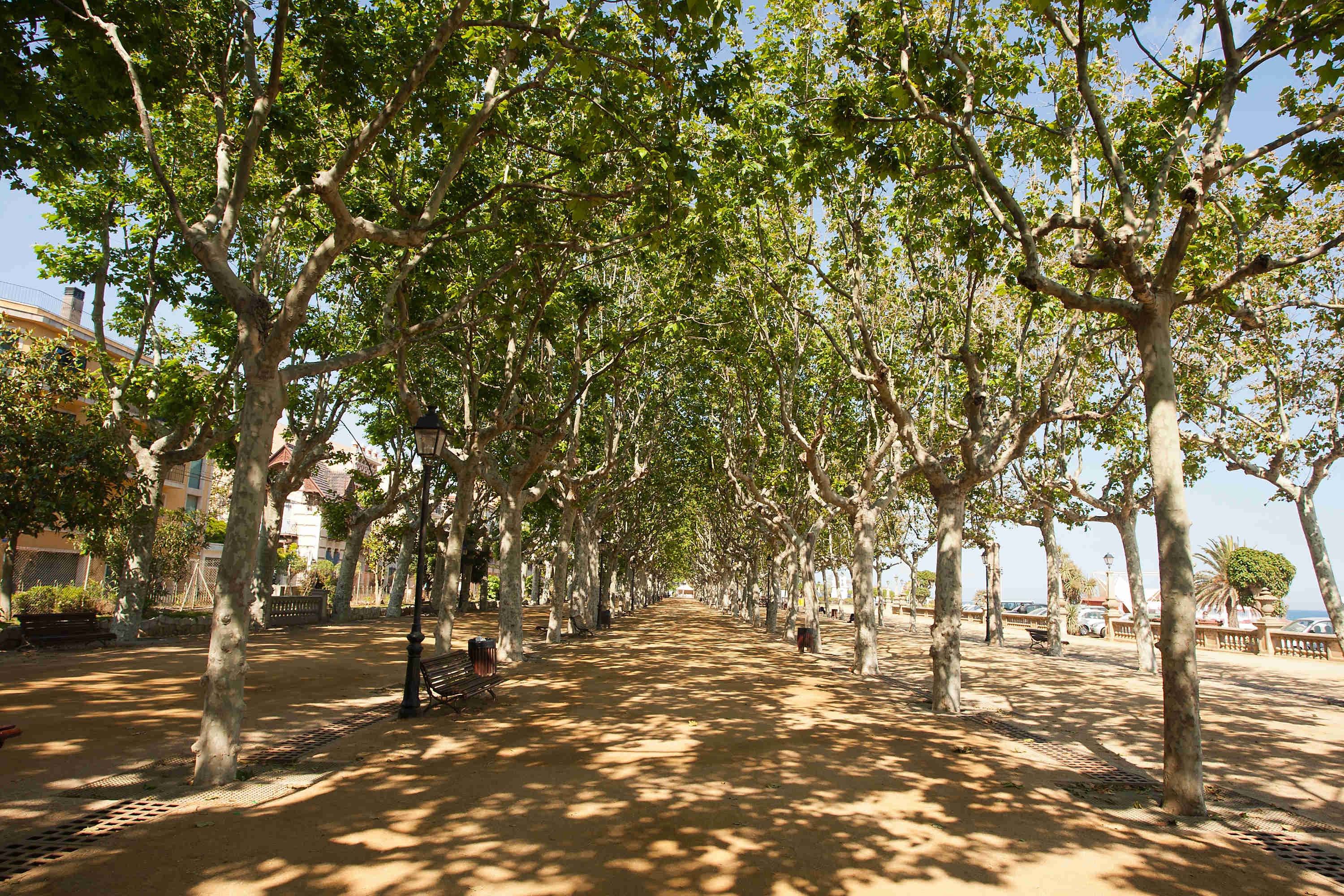
Passeig Manuel Puigvert
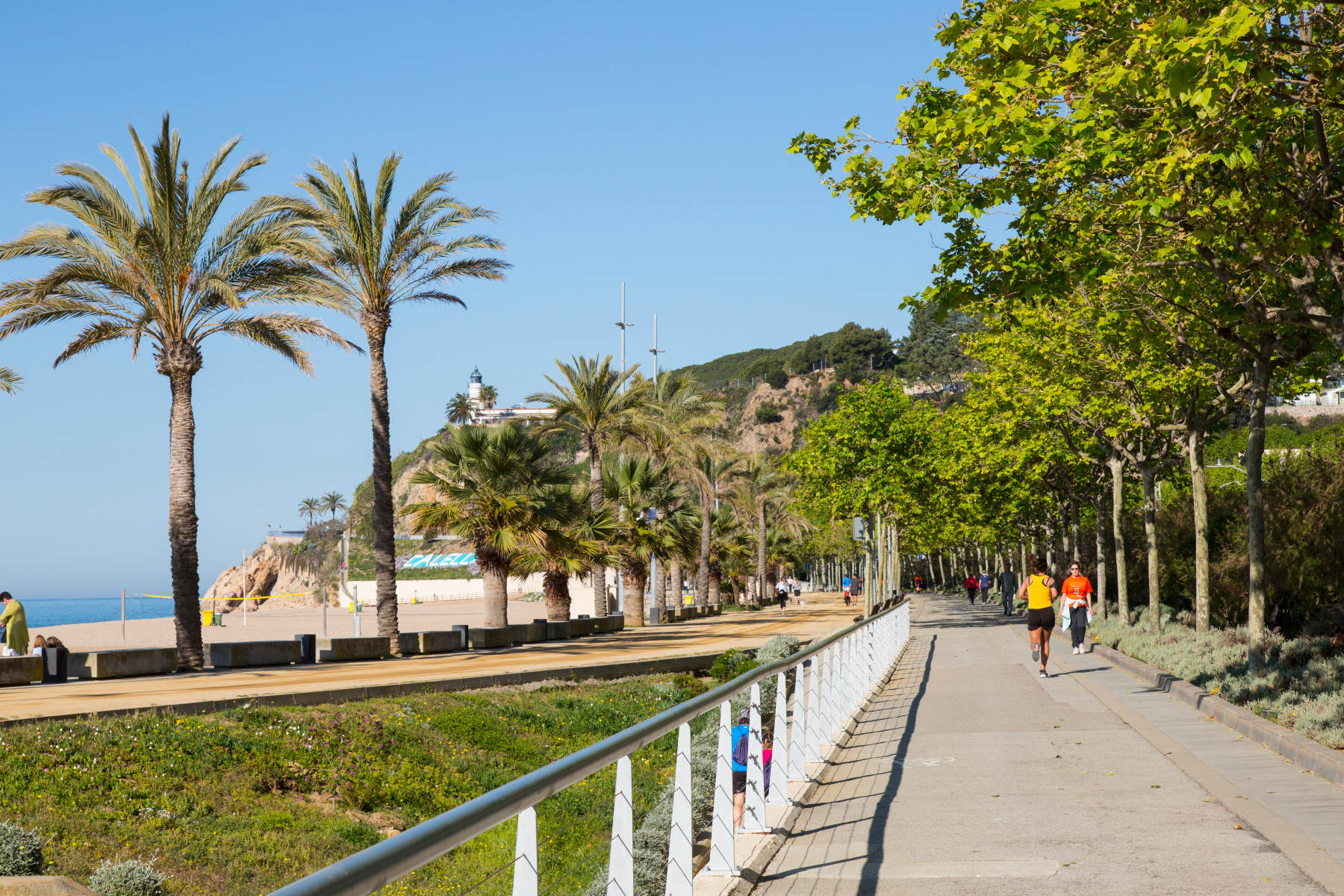
Passeig Garbí
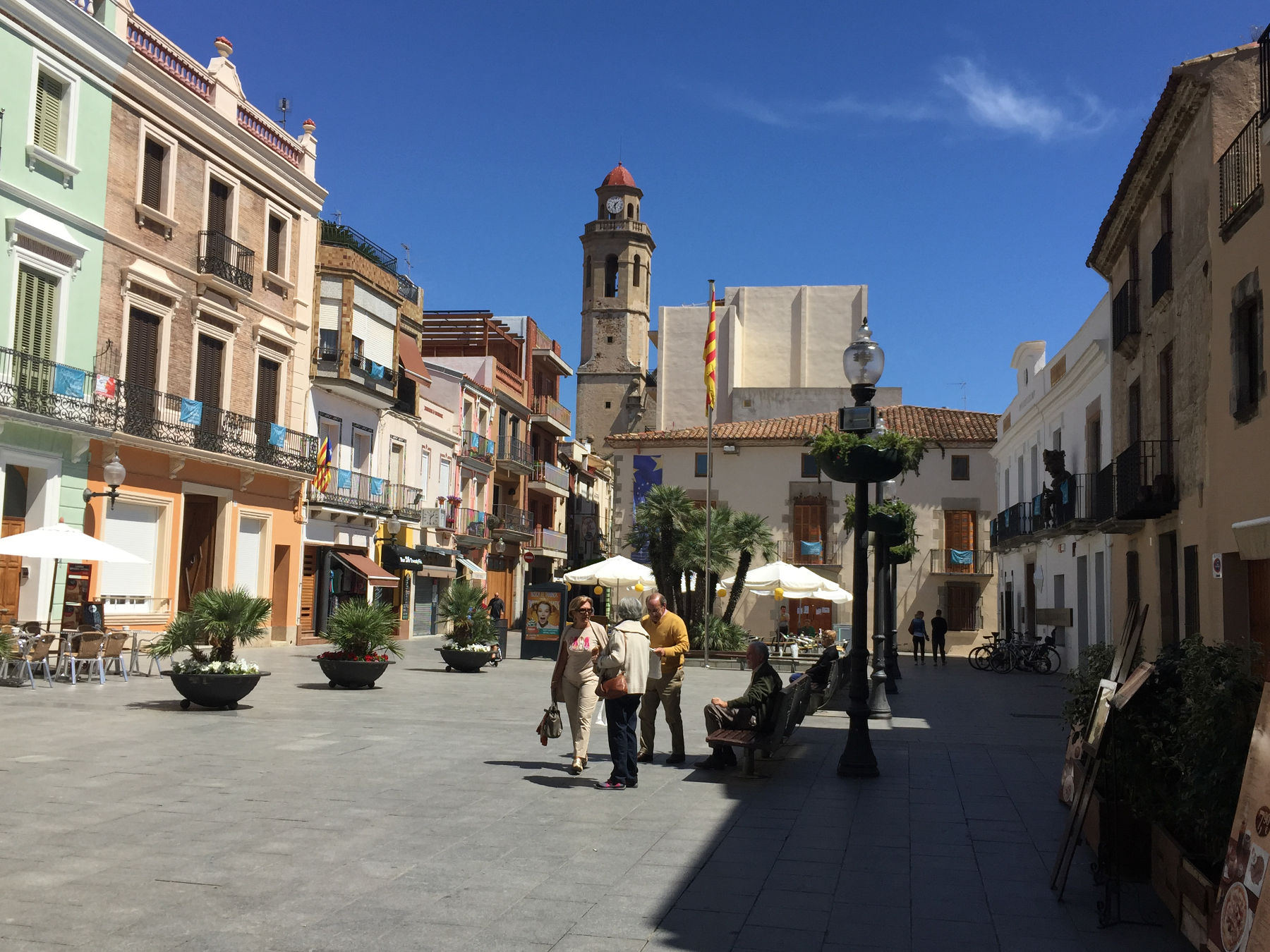
Plaça de l'Ajuntament
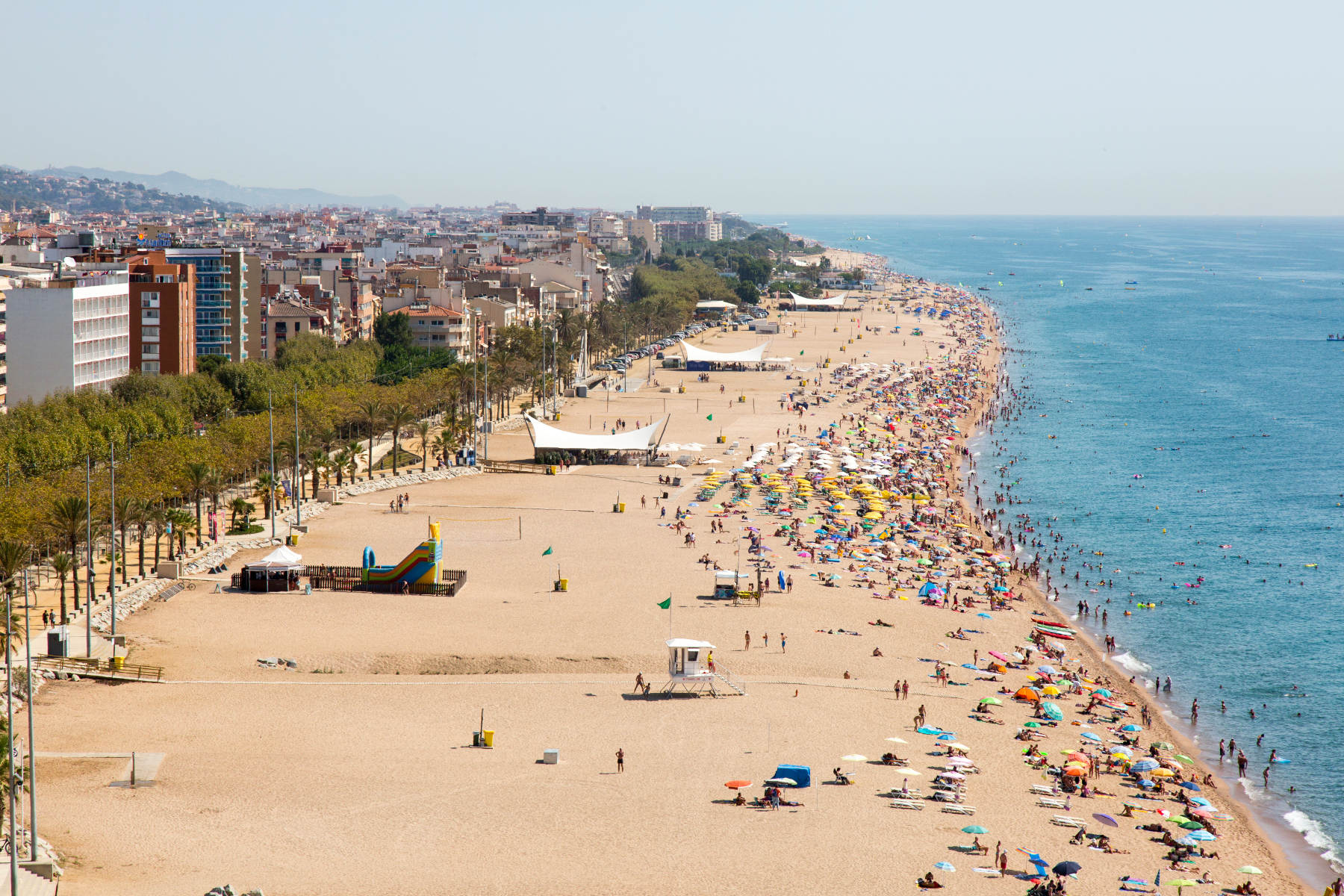
Platja de Calella
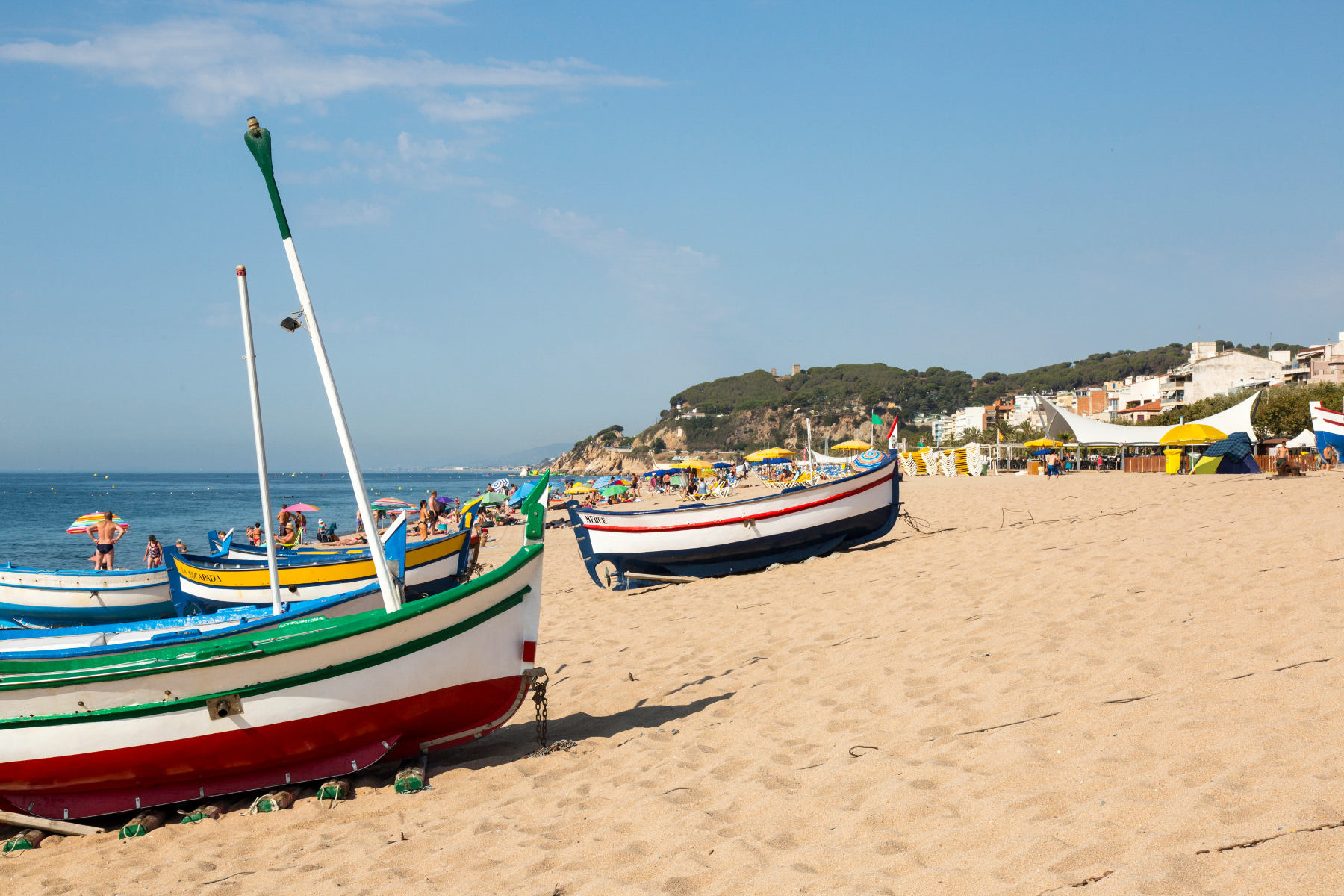
Barques a la Platja Gran
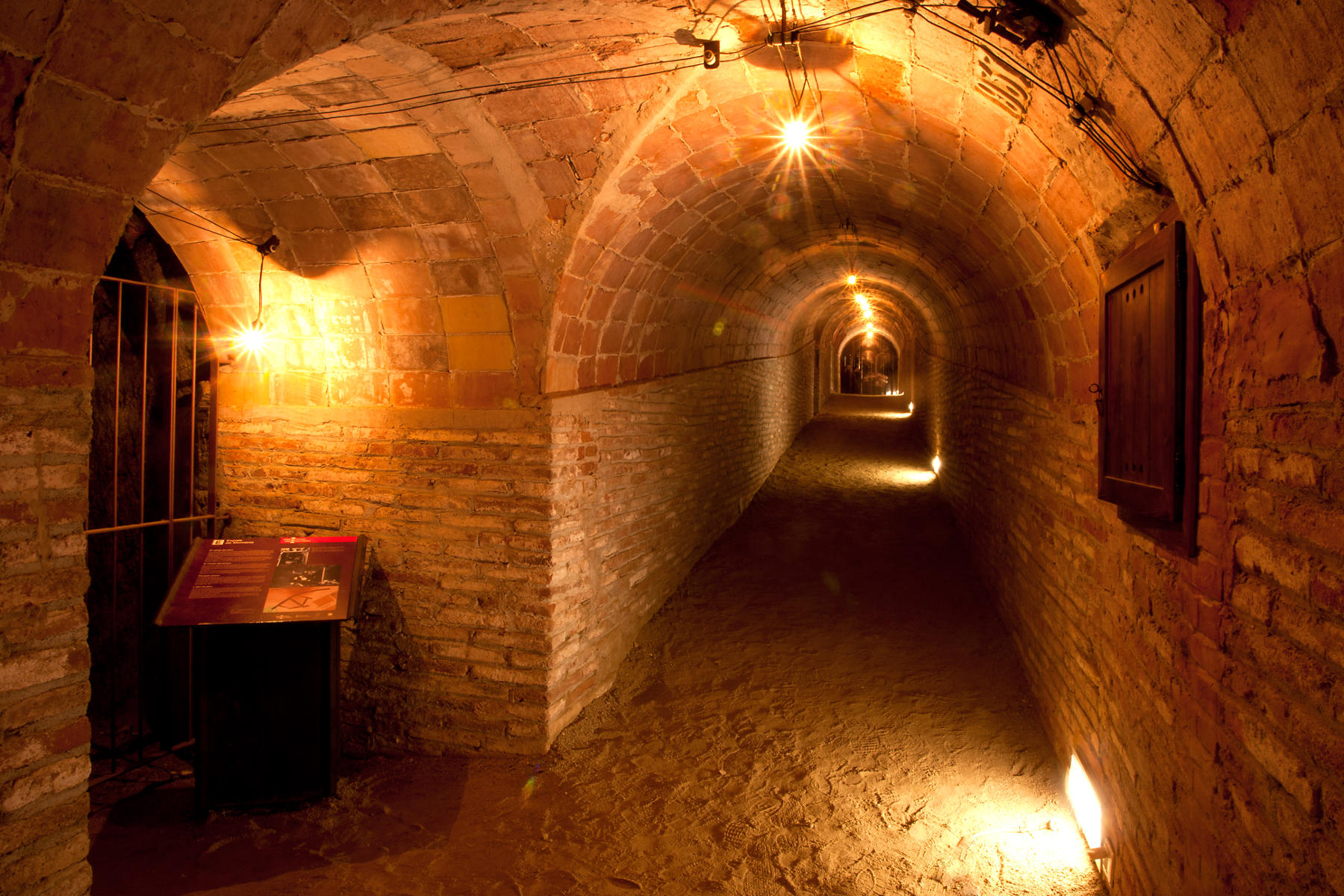
Refugi antiaeri del Parc Dalmau
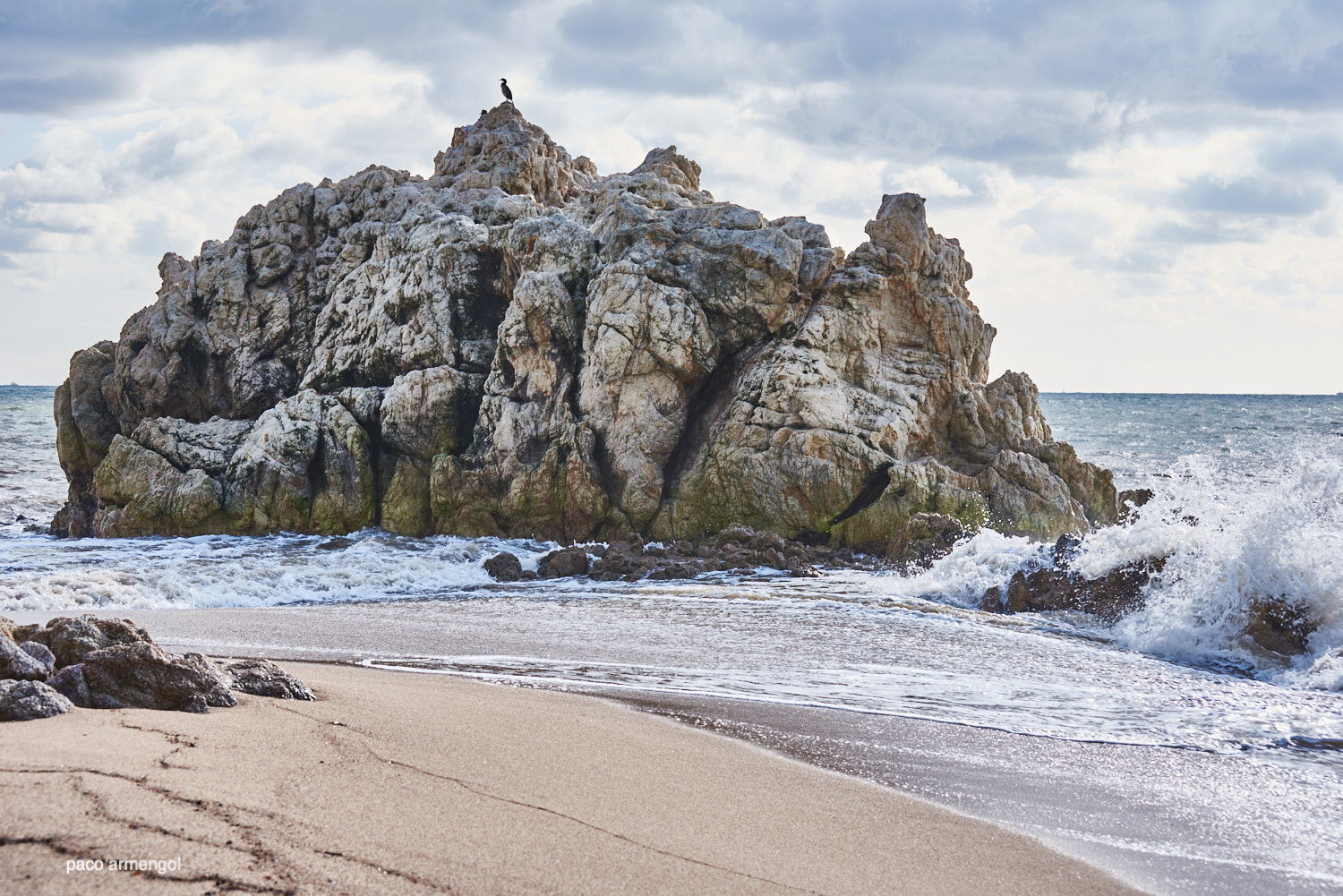
Roca Grossa
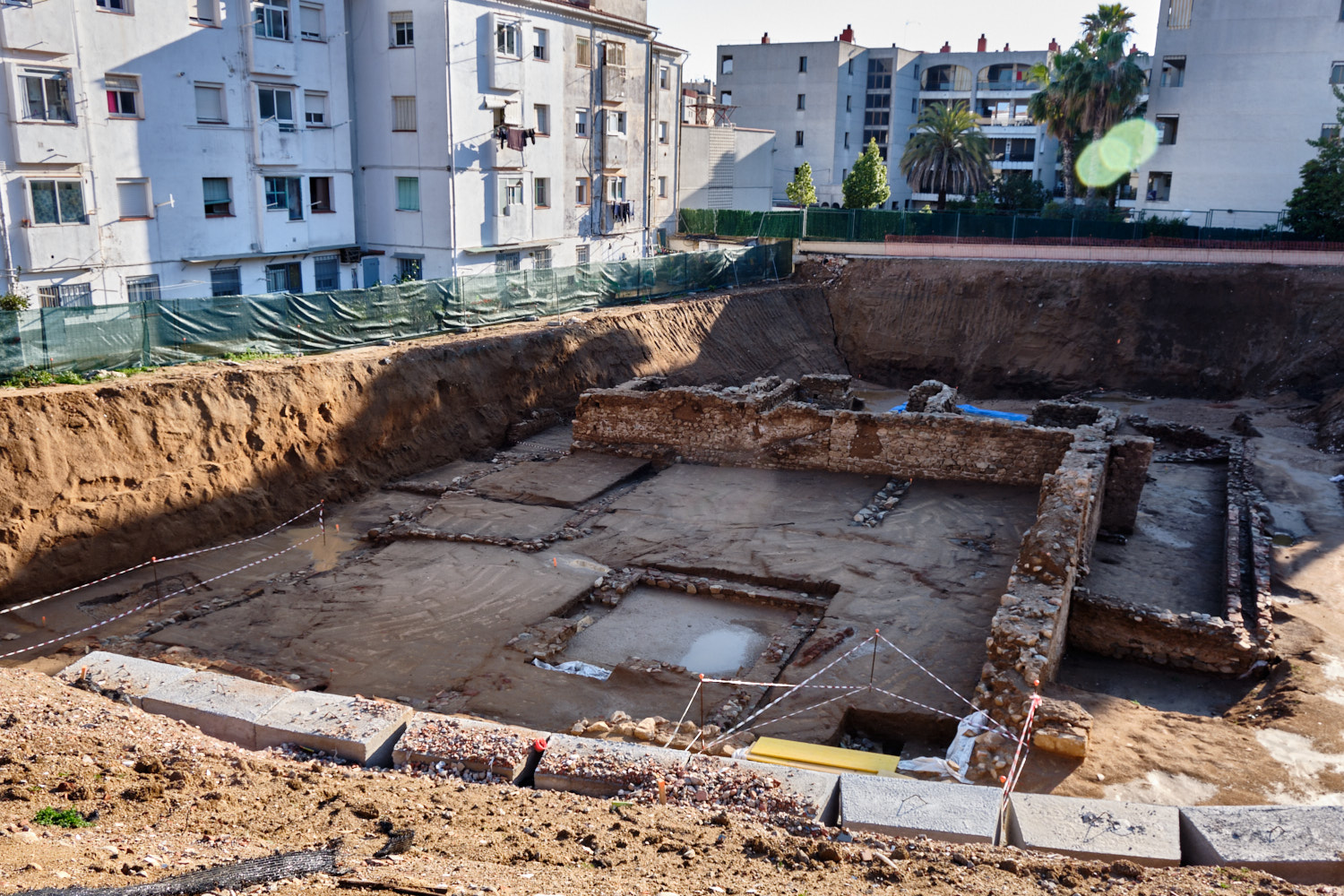
Ruïnes de la Calella romana
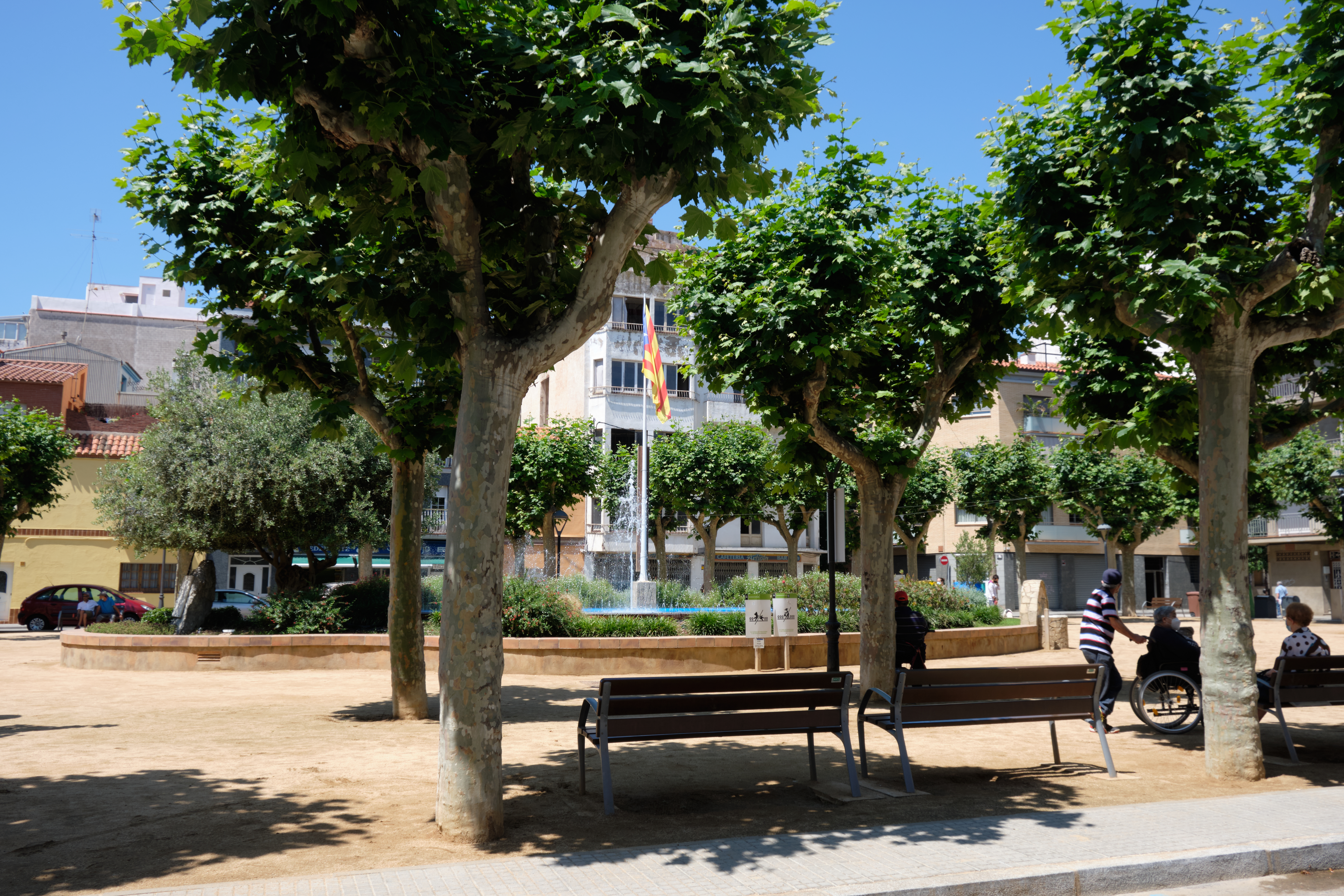
Plaça de Catalunya
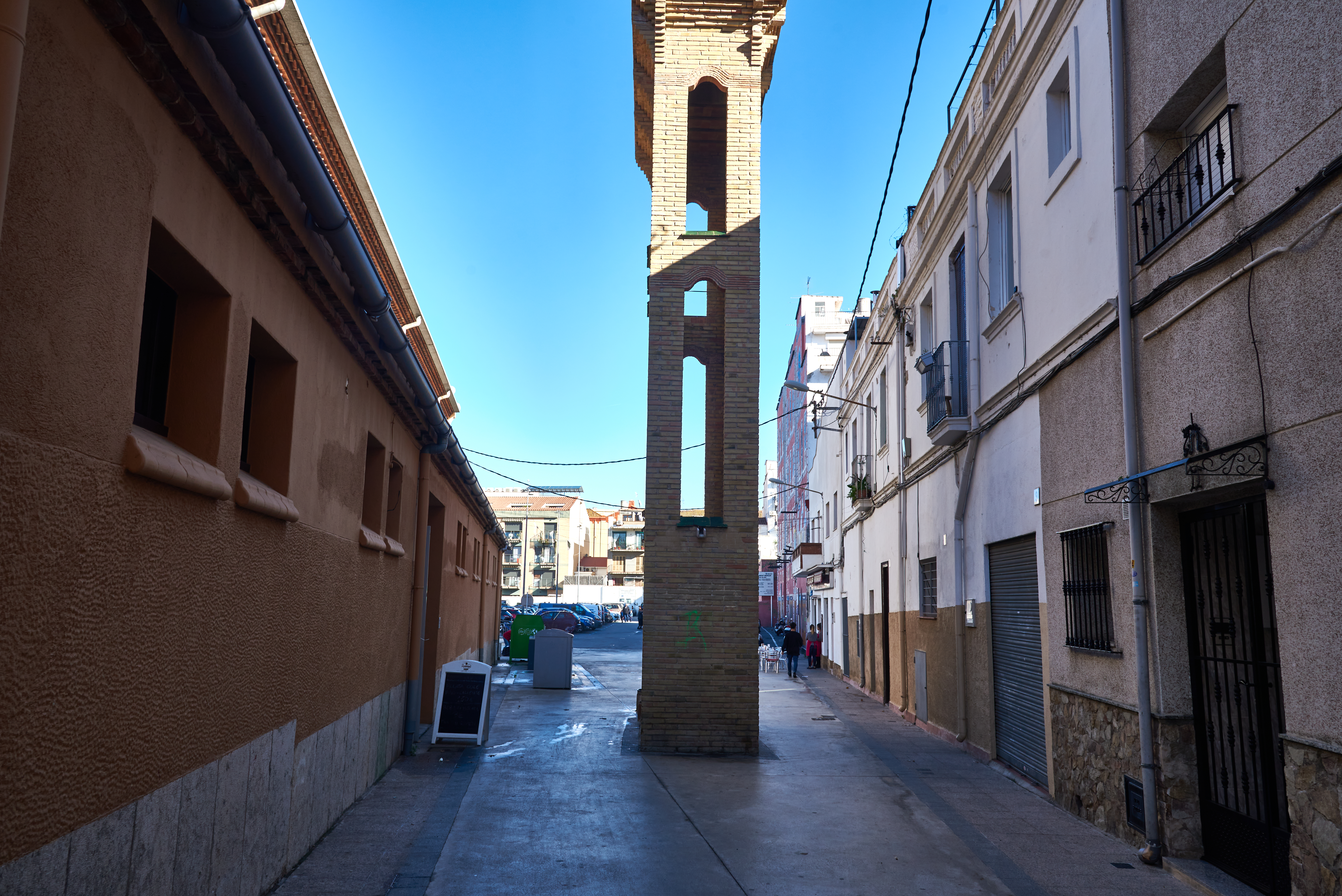
Plaça de l'1 d'octubre
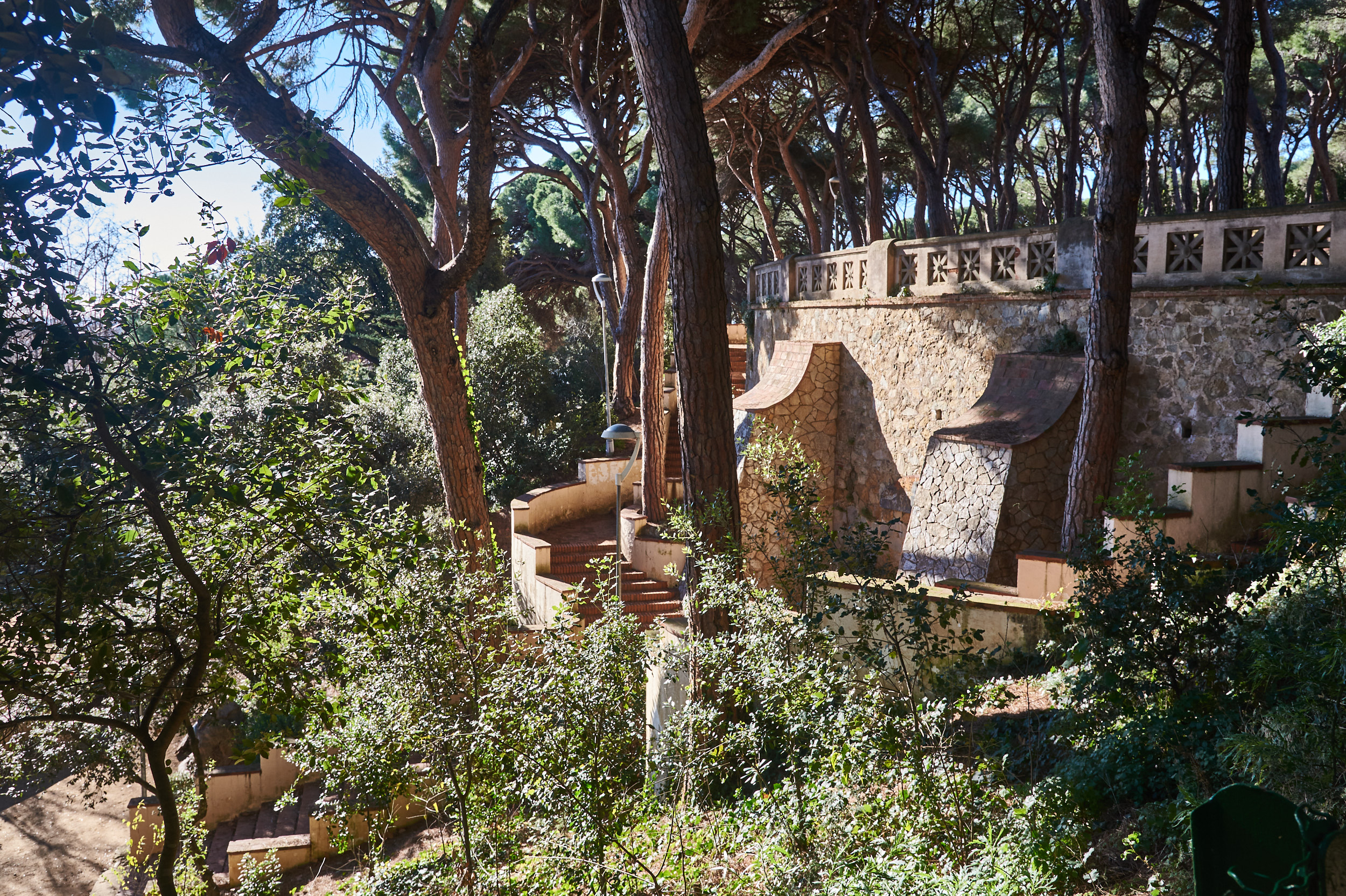
Escales i contraforts del Pati de l'Ós (Parc Dalmau)

## Punts d'interès situats al mapa
| Roca GrossaTuró d'en GuliTuró d'en MaresmeLes TorretesEl Far"Els Frares"Jaciment arqueològic romàMercatRefugi antiaeriMuseu ArxiuFàbrica Llobet- · GuriEsglésiaCapella de St ElmPasseig de MarCan GalceranBibliotecaAntiga BibliotecaCan BartrinaAntic escorxadorMuseu del TurismeParc DalmauTuró d'en MaresmeJaciment arqueològic romàHospital de CalellaMercatRefugi antiaeriMuseu ArxiuFàbrica Llobet-GuriEsglésiaCapella de St ElmPasseig de Mar Manuel PuigvertCan GalceranBiblioteca Can SalvadorBiblioteca Popular Costa i FornagueraCan BartrinaCan BasartMuseu del TurismeParc DalmauCa l'Aleix SerraCal MenutsCan MacayaCan MainegreCan RodonaCapelletaCol·legi LestonacEls FilipinosCan LlortCantonada peculiarHostal VellLlinda interessantL'OrfeóSala · Mozart |
| Edificis: d'abans del segle xix, del segle xix, del segle xx, del segle XXI |